# Rétromobile 2018
Édition du salon Rétromobile par année
- 2014
- 2015
- 2016
- 2017
- 2018
- 2019
- 2020
- 2021
- 2022

Rétromobile 2018 est la 43e édition du salon Rétromobile qui est consacré aux voitures anciennes et à l’ensemble des thèmes de la voiture de collection. Il se tient au Parc des expositions de la Porte de Versailles à Paris, en France.

## Présentation
Le salon s'agrandit encore avec 69 000 m2 d'espace d'exposition pour près de 600 exposants, dont un nouvel espace destiné à la vente de voitures dont le prix est inférieur à 25 000 euros.

### Dates et fréquentation
Le salon se déroule du 7 au 11 février 2018 et coïncide avec l'arrivée de la neige sur la région parisienne occasionnant 739 km de bouchons cumulés autour de la capitale. La perturbation des transports a affecté la fréquentation du salon qui a chuté de 11% par rapport à l'édition 2017, avec 105 000 visiteurs.

### Thème
Le thème de cette année est « L'anneau de vitesse du circuit de Monthléry », et à cette occasion, Les Grandes Heures Automobiles présentent une exposition d'une vingtaine d'automobiles et de motos dont notamment la Voisin Speed Record, motorisée par un 8 cylindres en ligne de 7 938 cm3 développant plus de 210 chevaux, qui a battu 17 records de vitesse en 1927 sur l'Autodrome de Linas-Montlhéry, ainsi qu'une Citroën petite Rosalie (record en 1933) et une Peugeot 404 (record en 1965).

Les voitures et motos de record
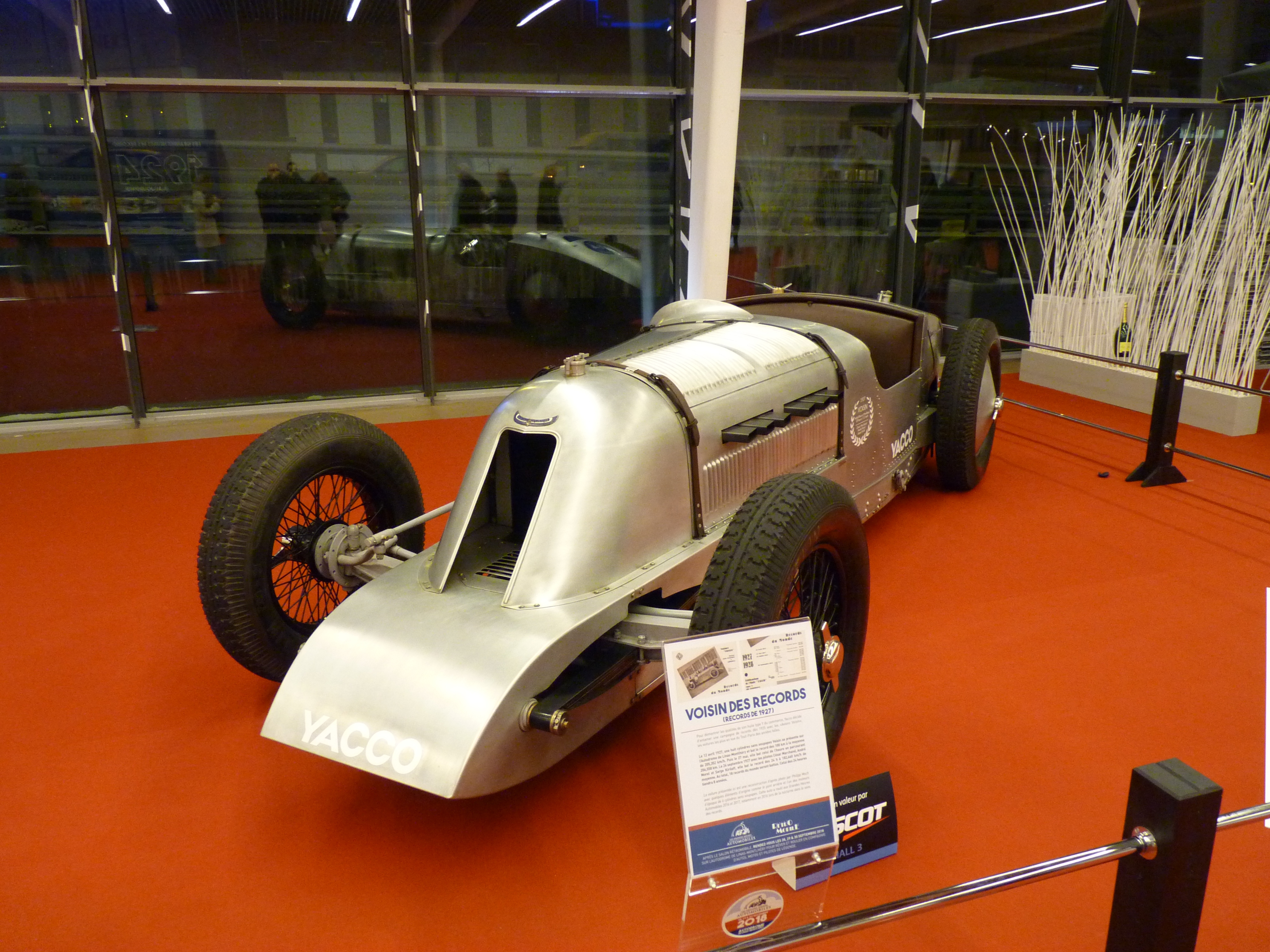
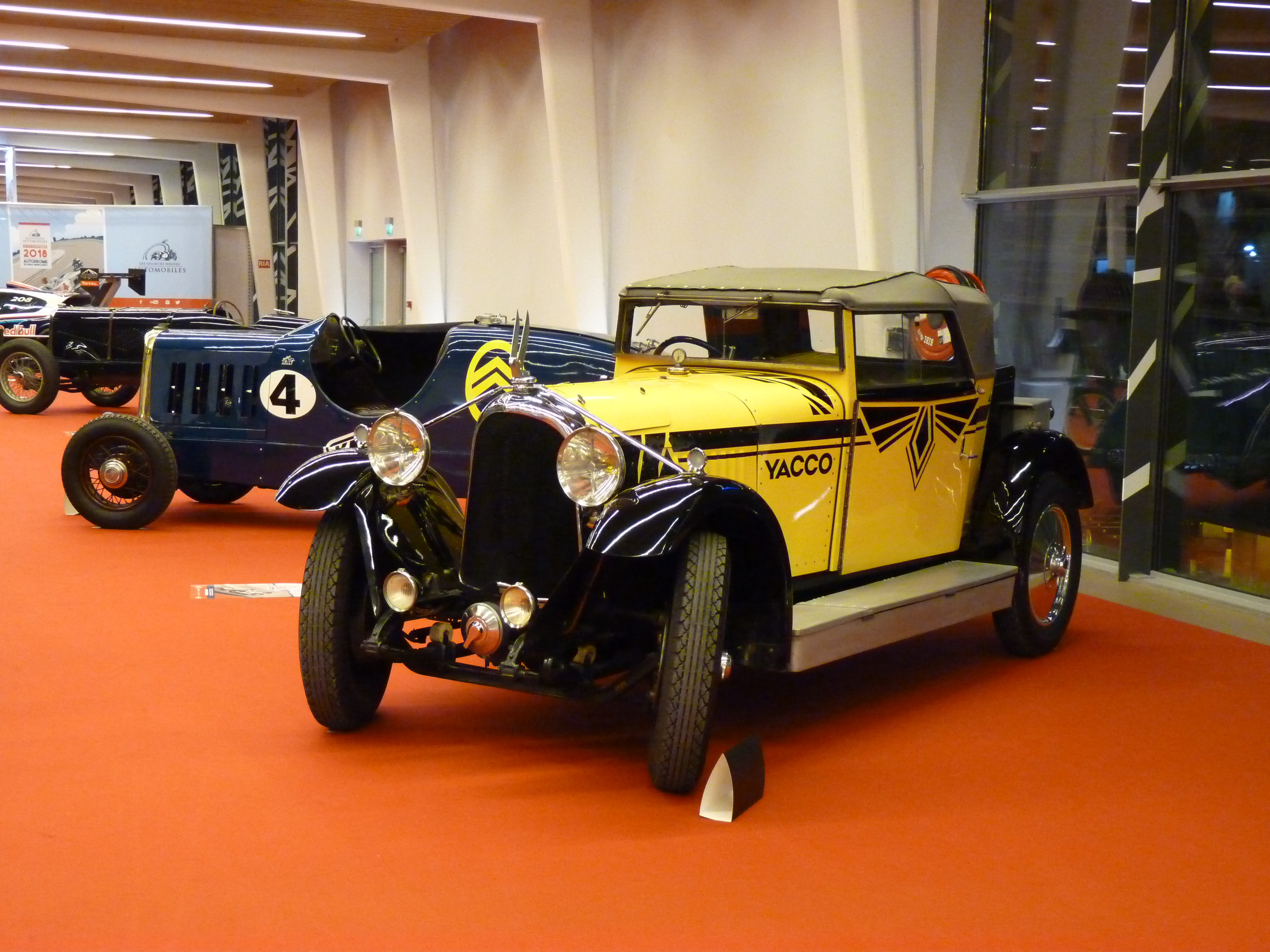
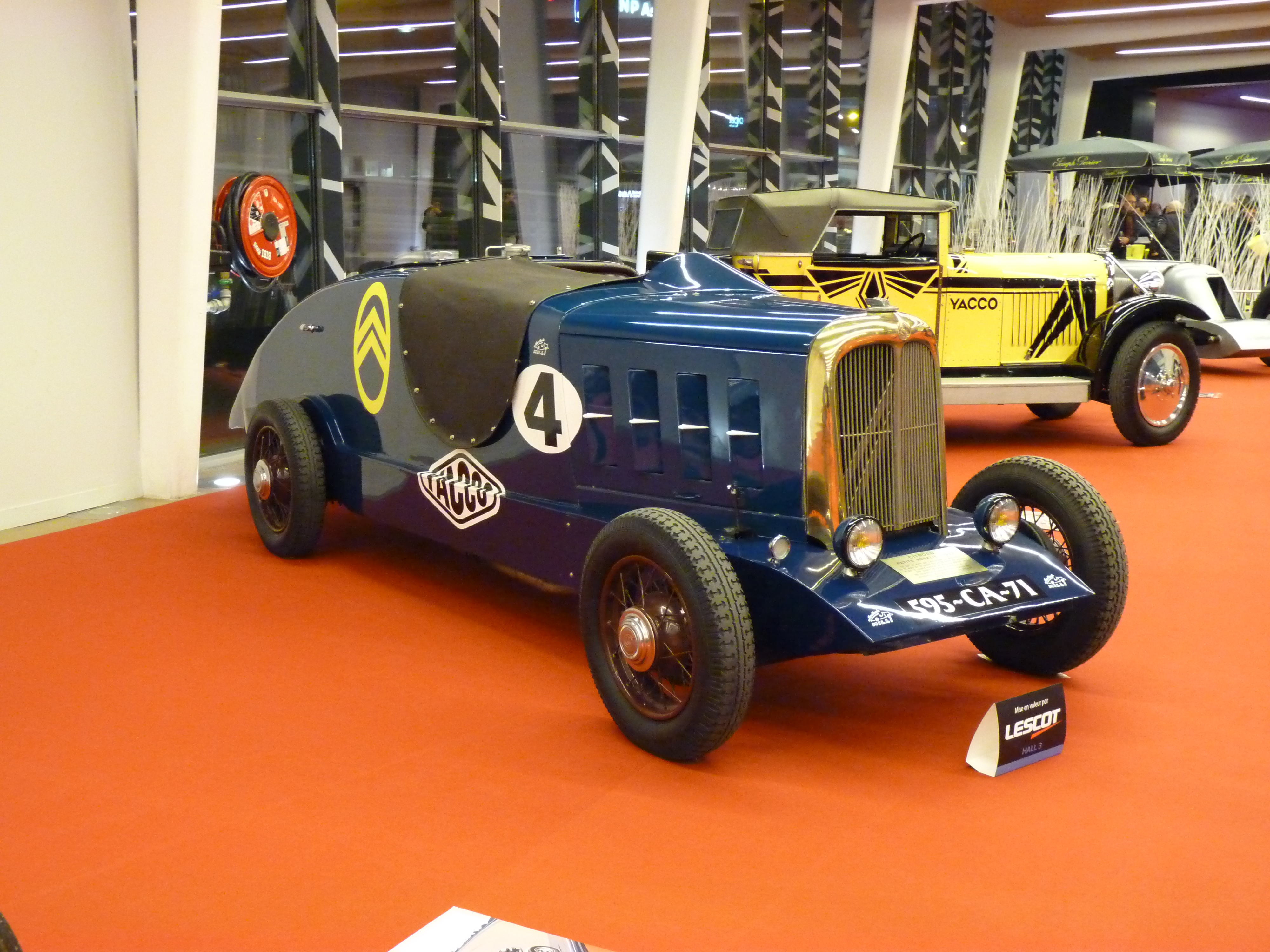
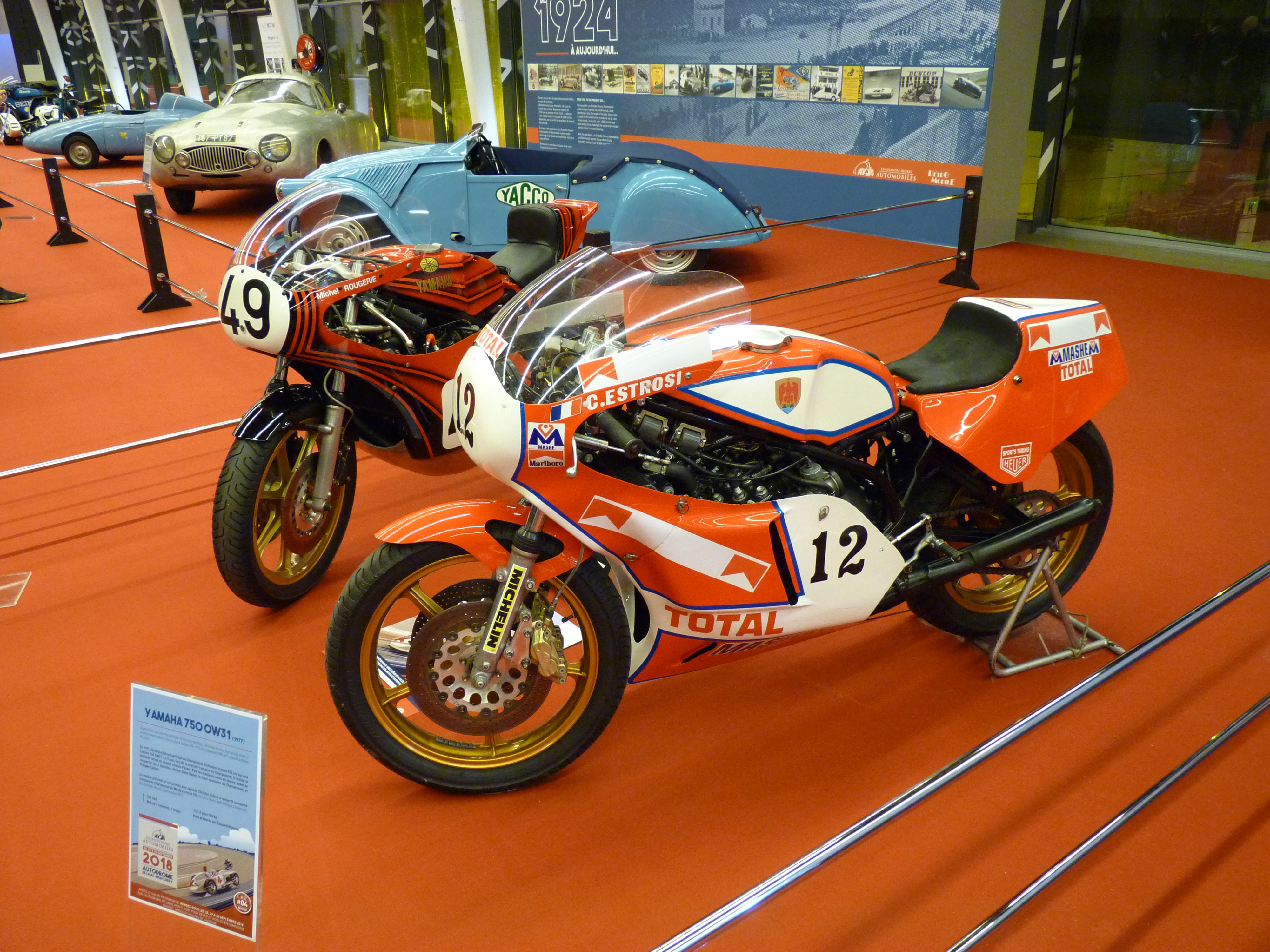

## Événement

### Changement de direction

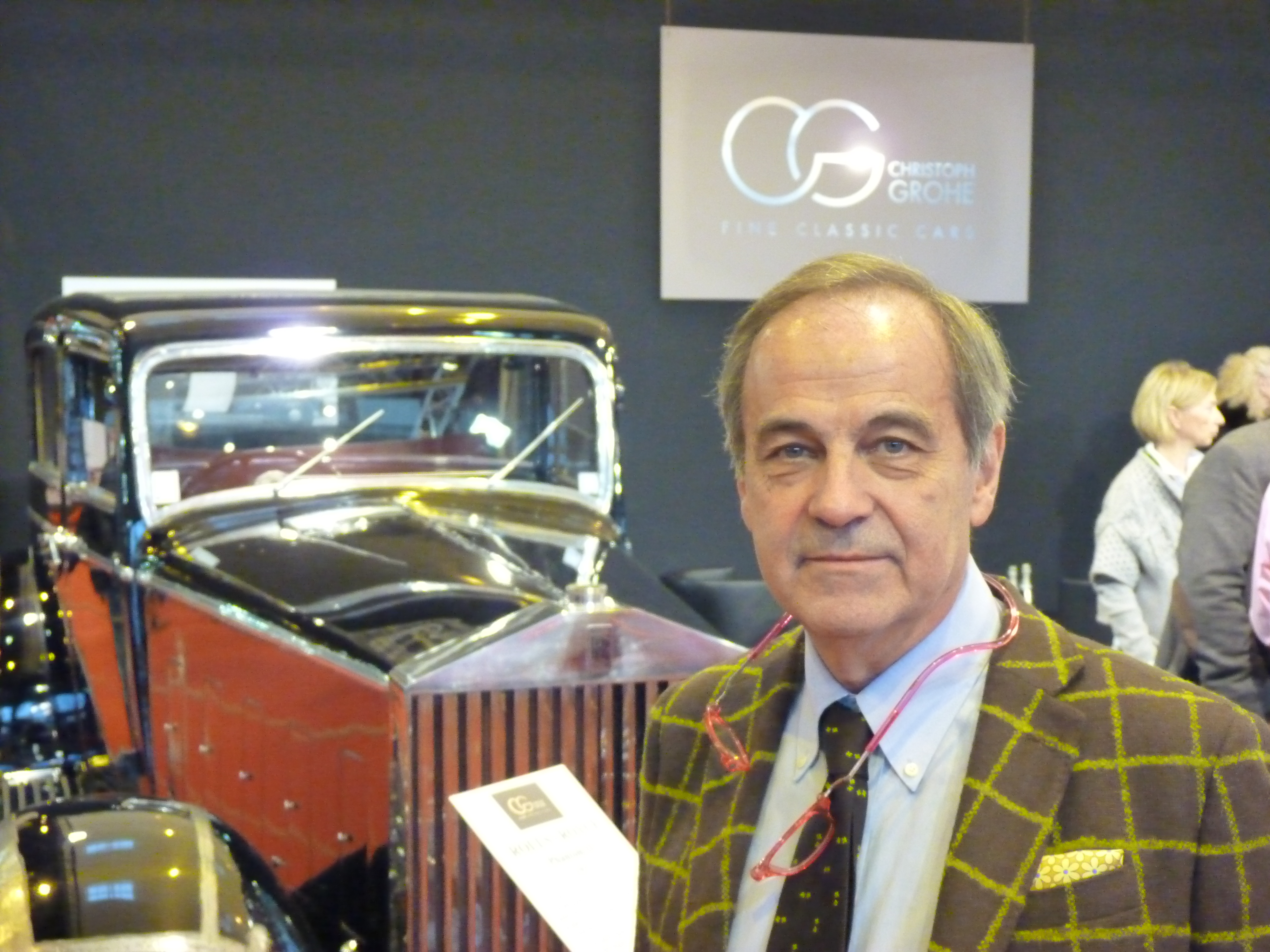
François Melcion, lors de son dernier Rétromobile

Cette édition est particulière car elle est la dernière de son directeur François Melcion, qui est aux commandes du salon depuis 1977 (à l'exception des éditions 2009 et 2010). Il cède sa place à la fin de Rétromobile 2018 à Denis Huille, ancien responsable du Conservatoire Citroën.

### Devinci Cars
Un nouveau constructeur automobile français expose ses modèles à l'édition 2018 de Rétromobile. Devinci cars présente ses véhicules immatriculés en quadricycles lourds, et recevant une motorisation électriques de 15 kW alimentée par deux batteries au lithium placées sous les sièges. Les voitures au look des années 1930 roulent à 90 km/h maximum et abattent le 0 à 50 km/h en 4 secondes.

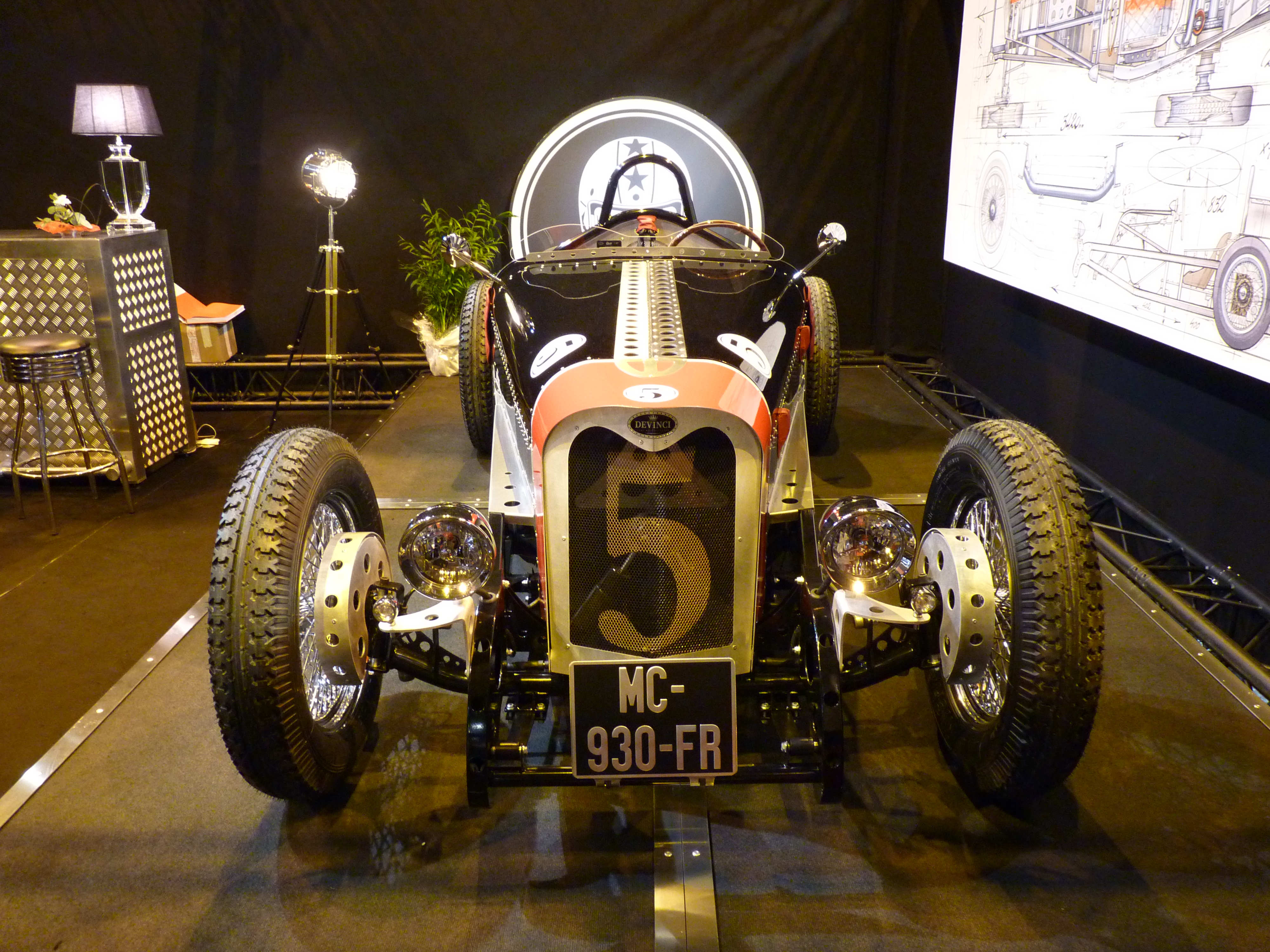
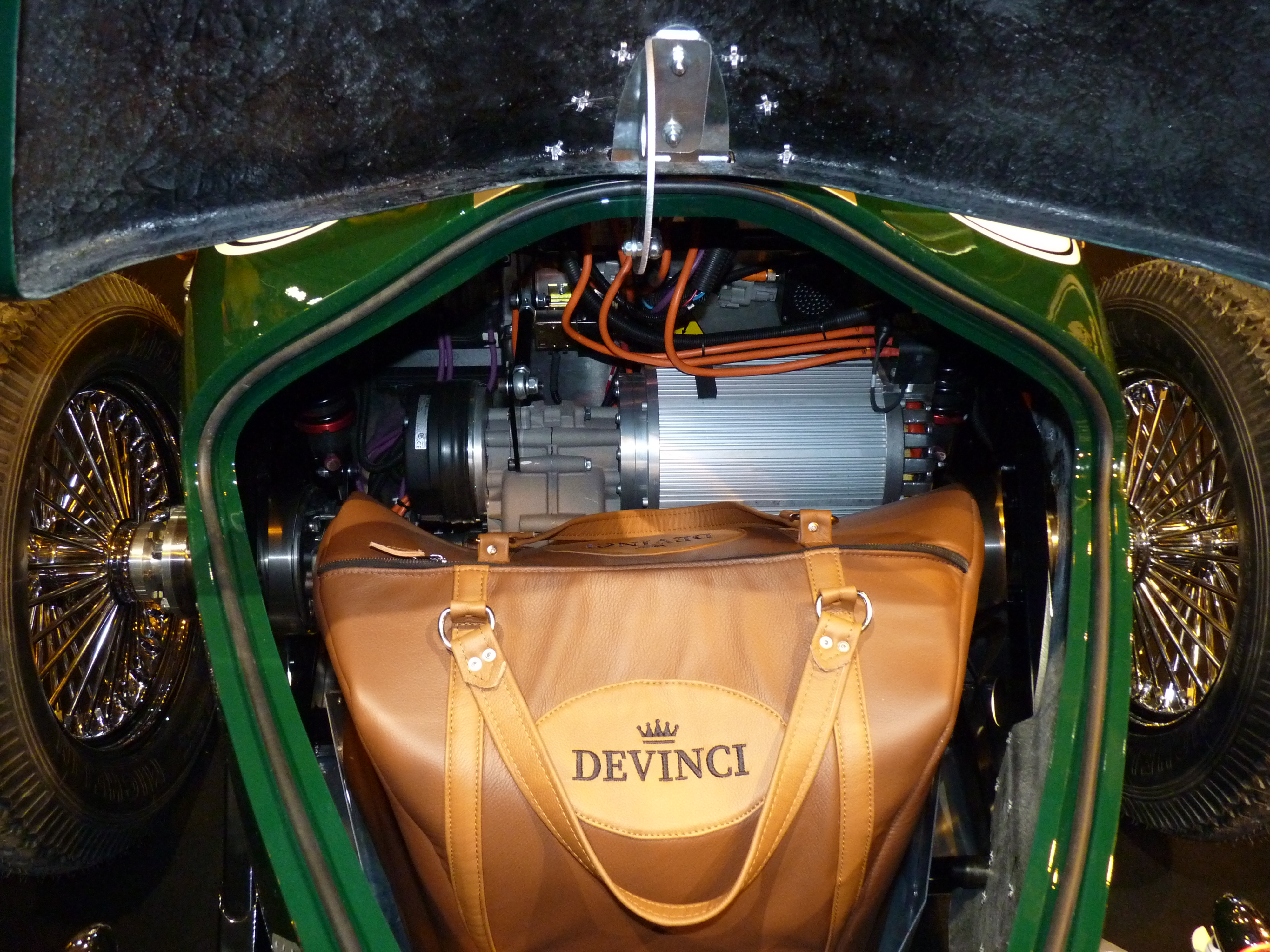
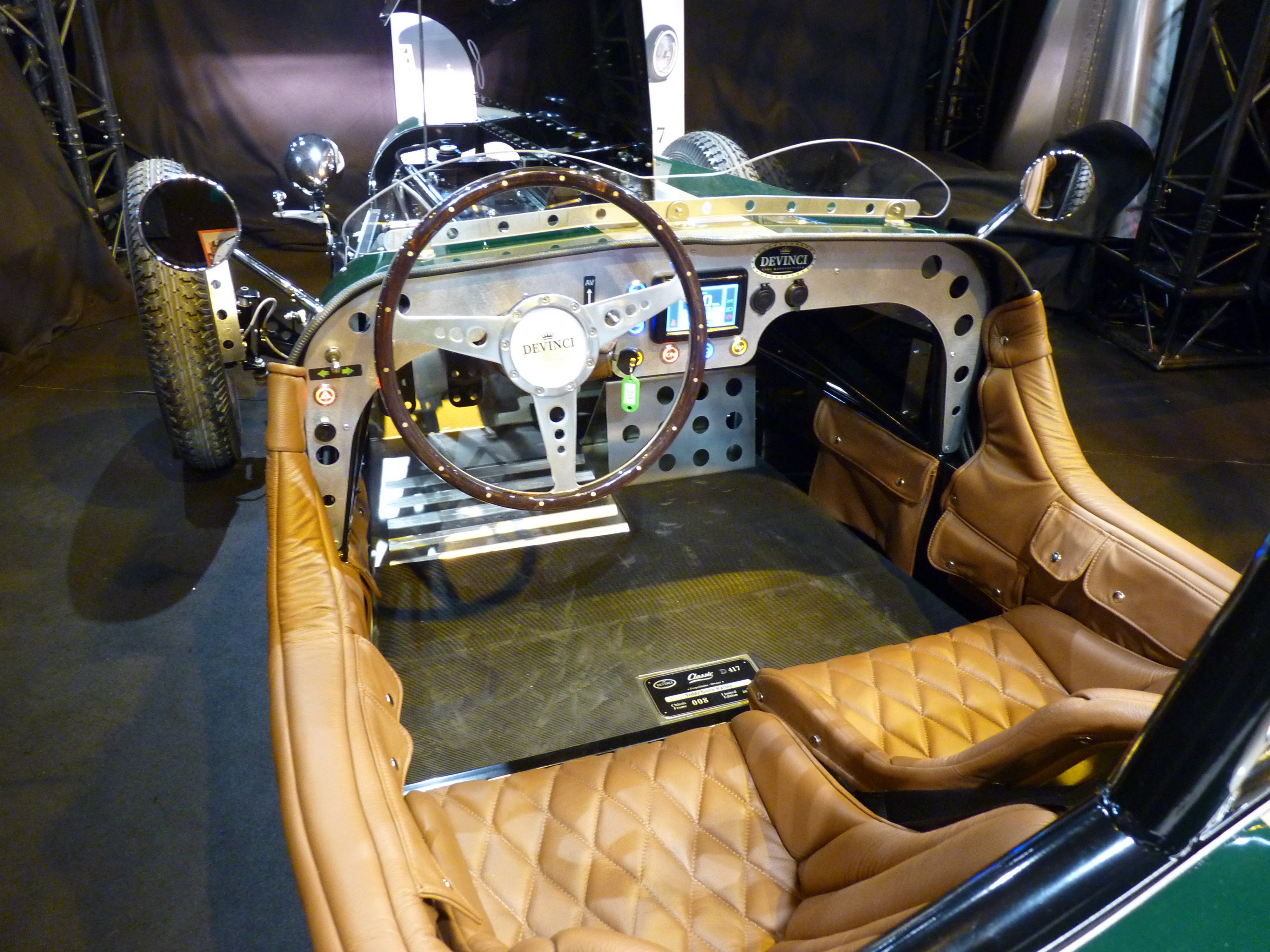

Devinci Cars
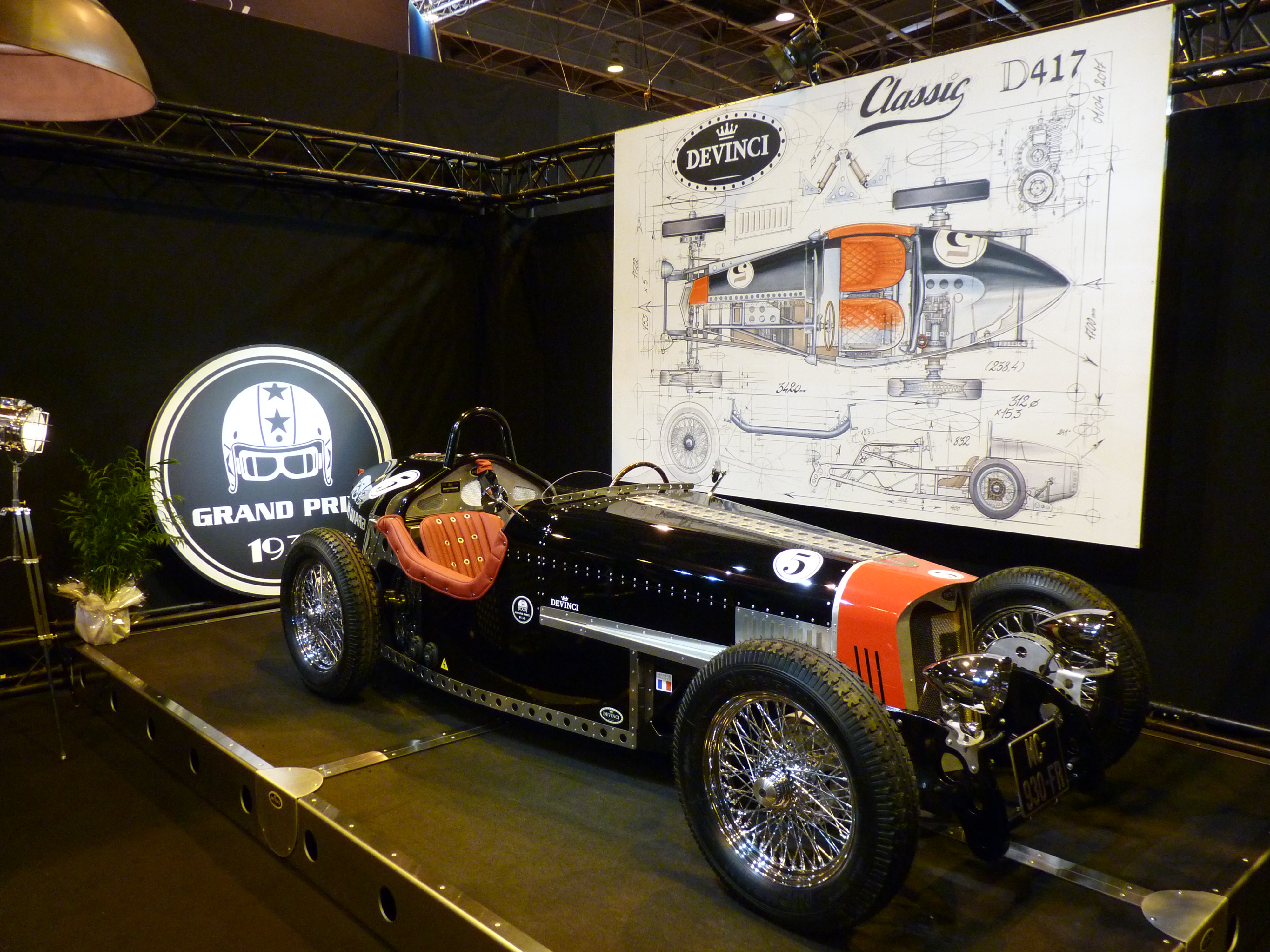
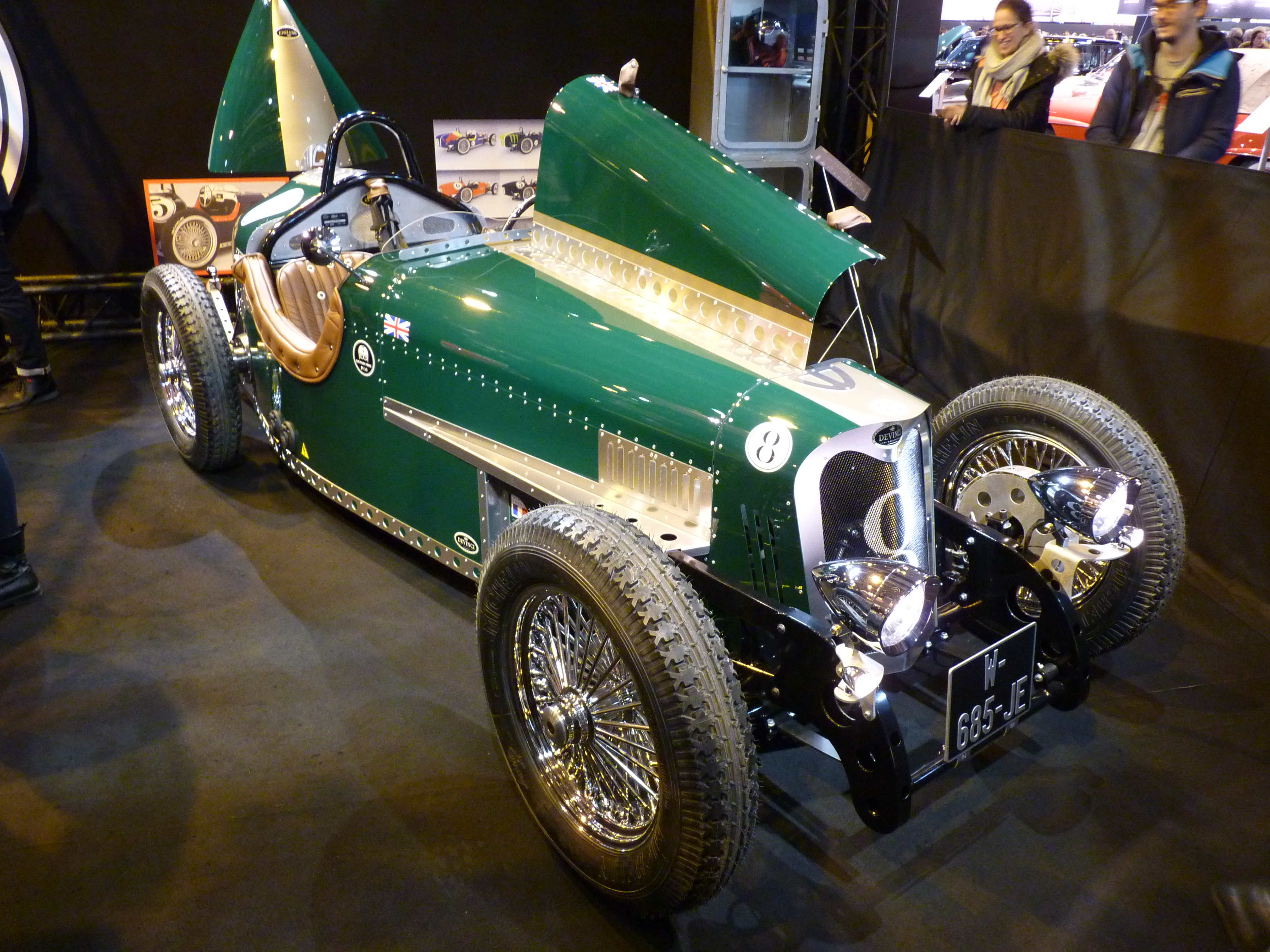
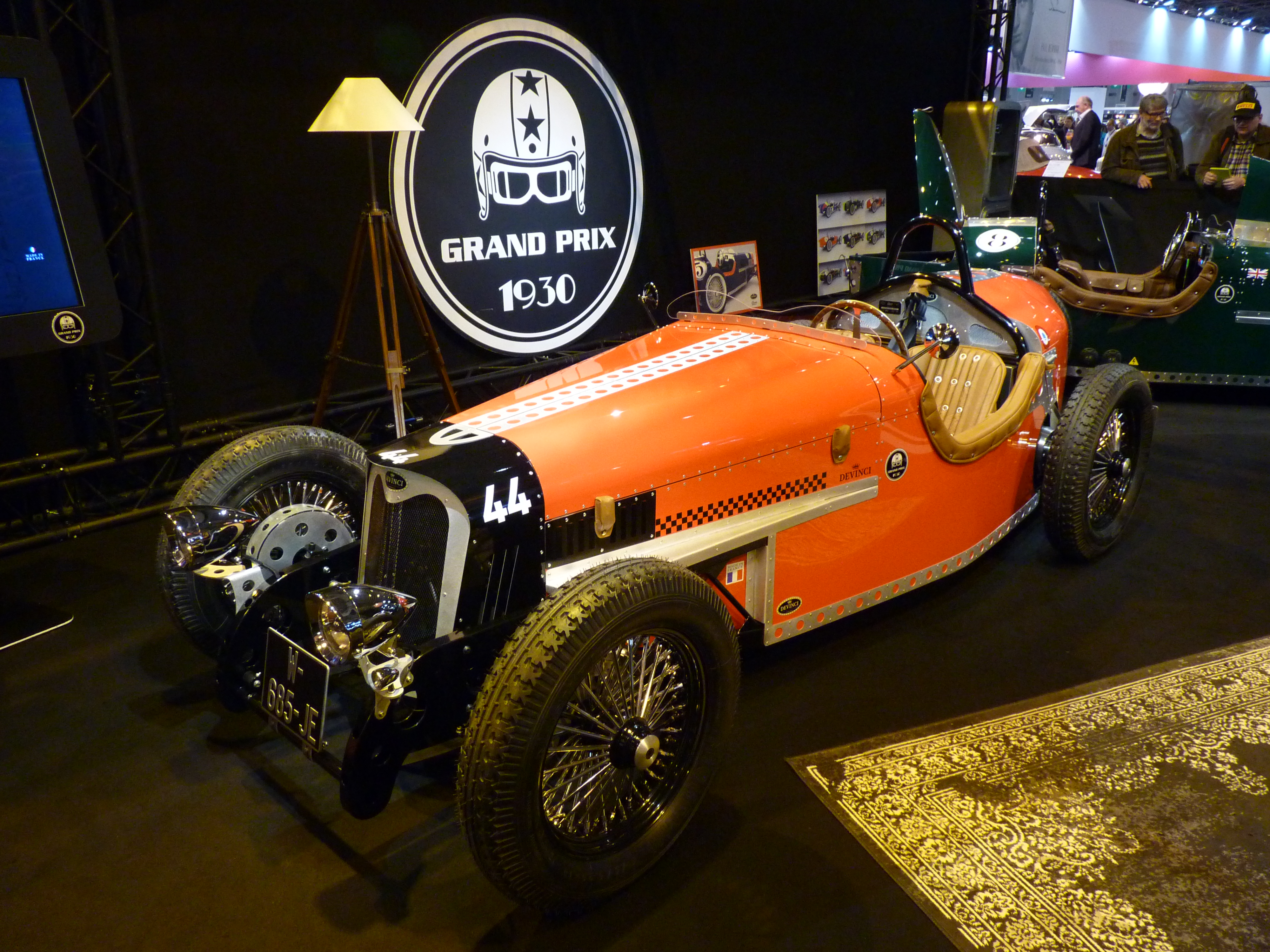

## Anniversaires
Comme chaque année, cette édition ne manque pas de fêter de nombreux anniversaires;

### Porsche 356
Porsche fête les 70 ans de la Porsche 356 sur son stand "1948-2018", avec l'exposition d'un modèle de la 356. On retrouve de plus la première supercar du constructeur de Stuttgart, la Porsche 959.

70 ans de la Porsche 356
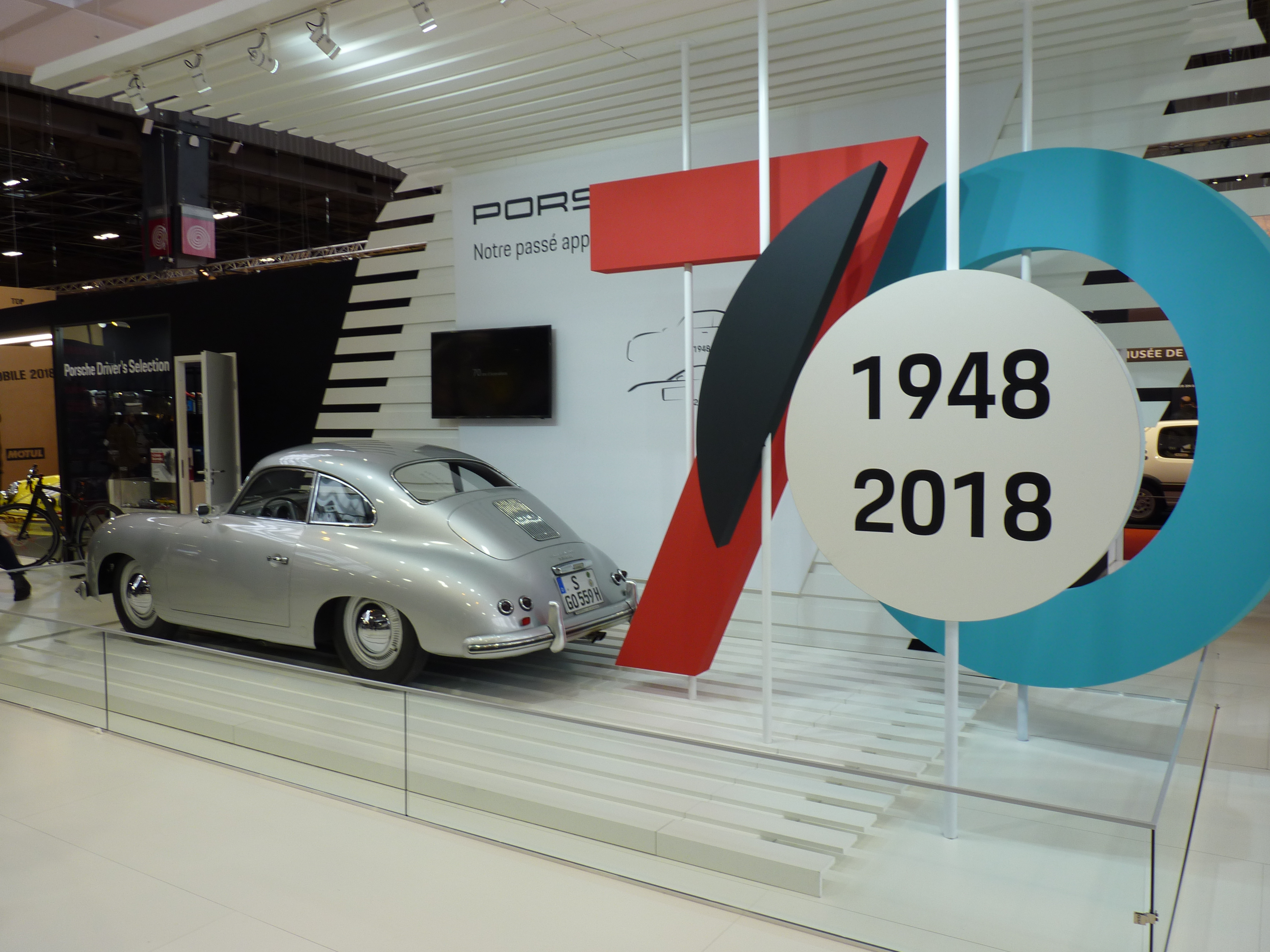
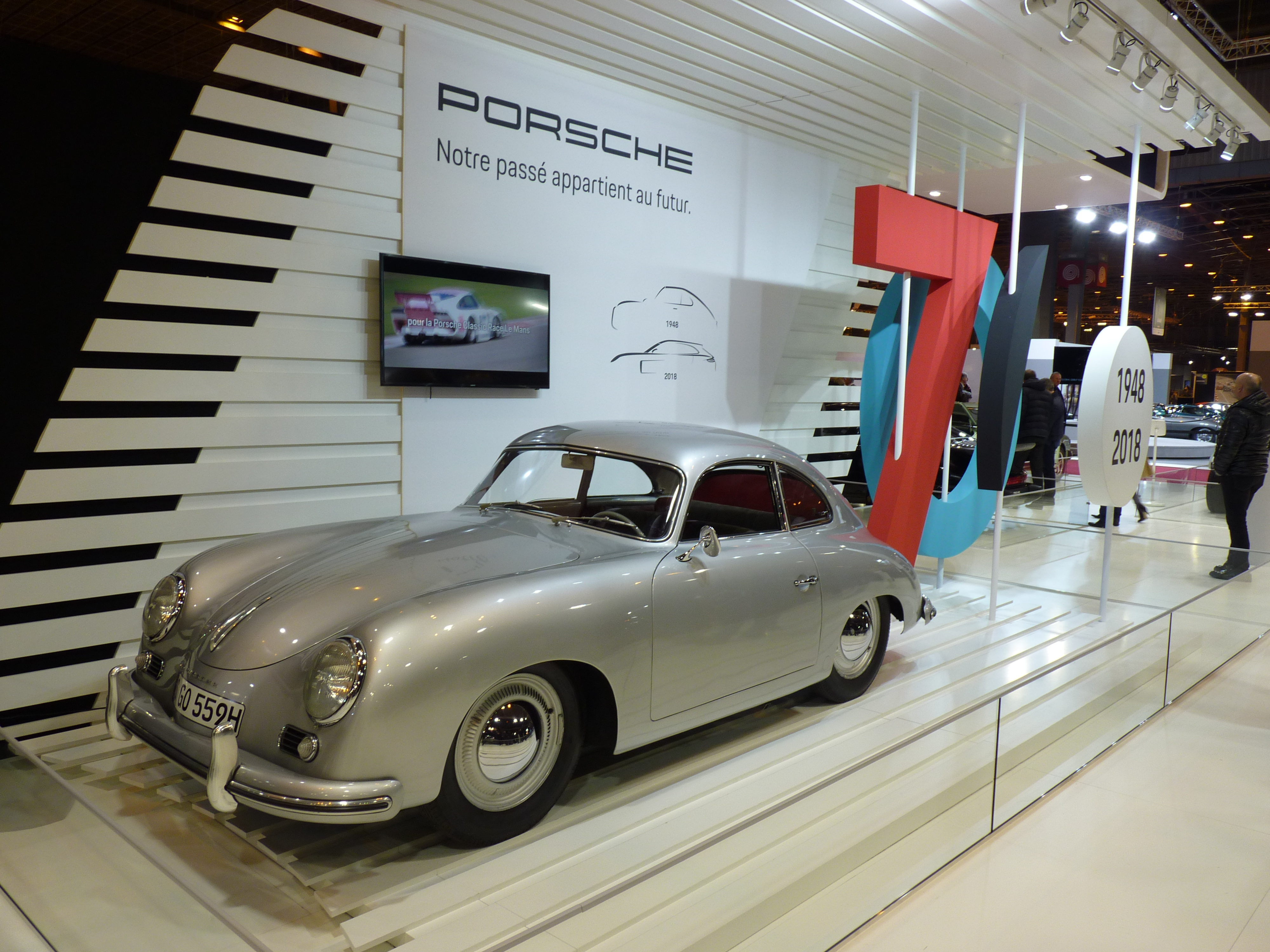
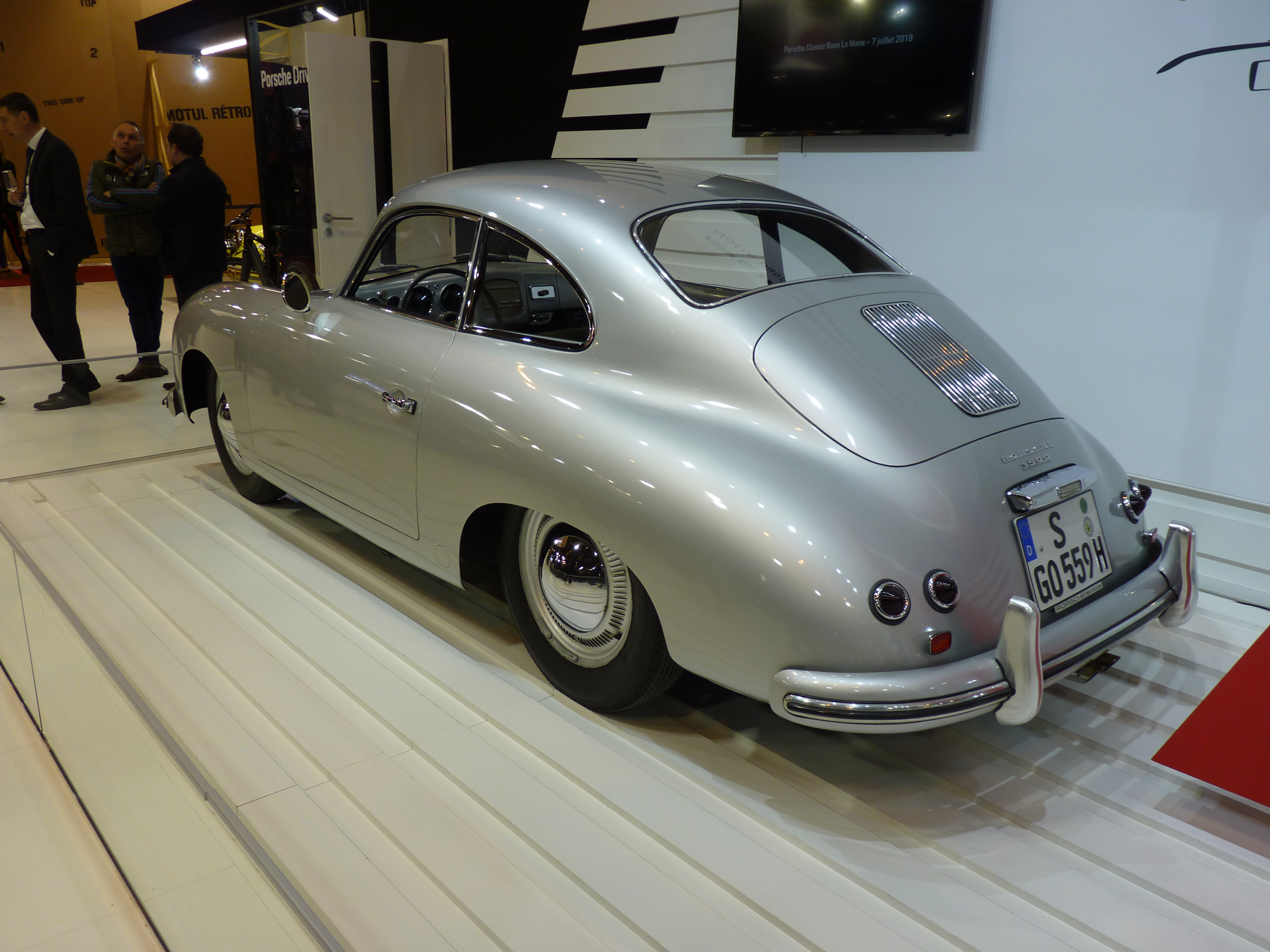
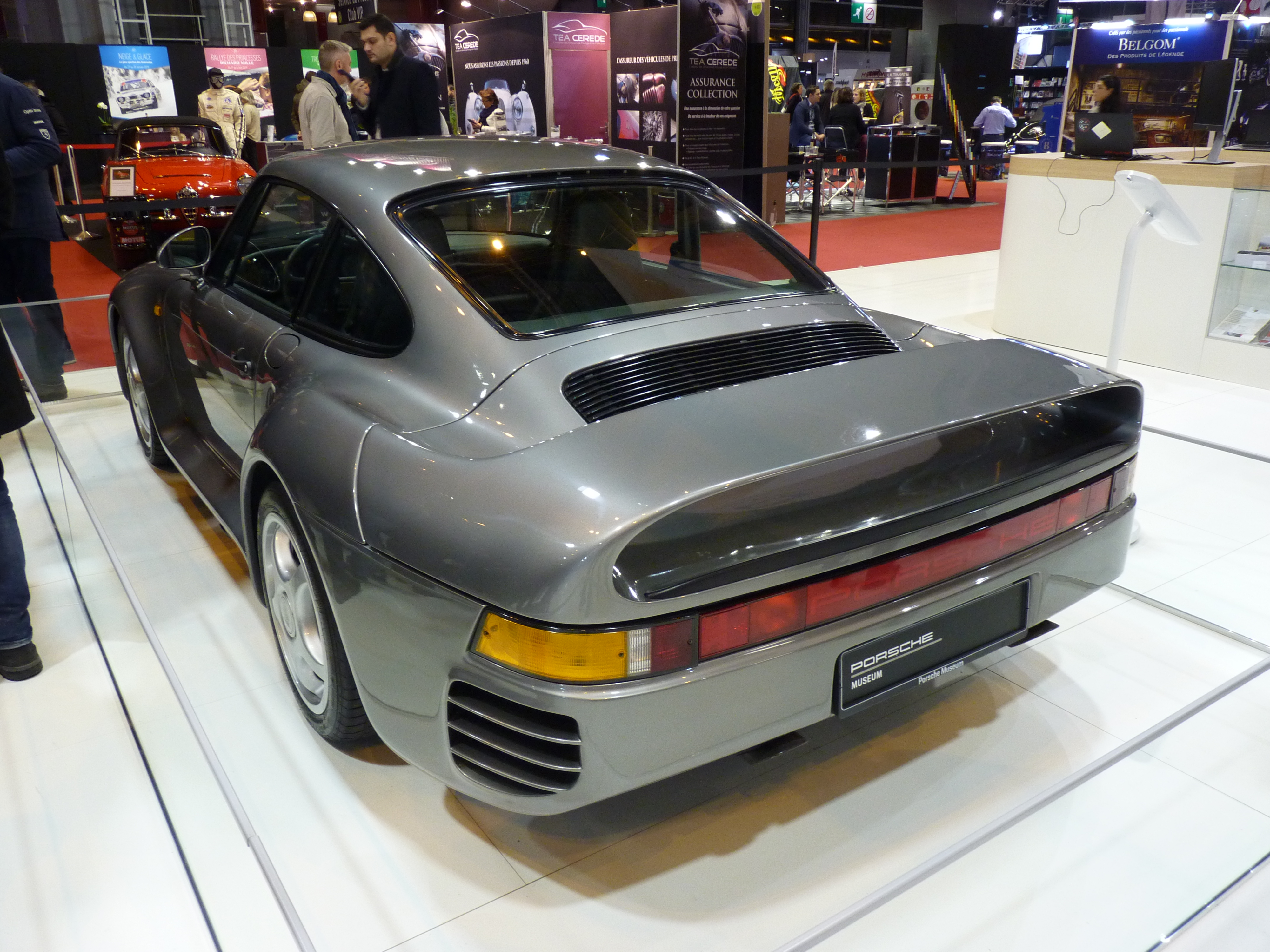

### Honda

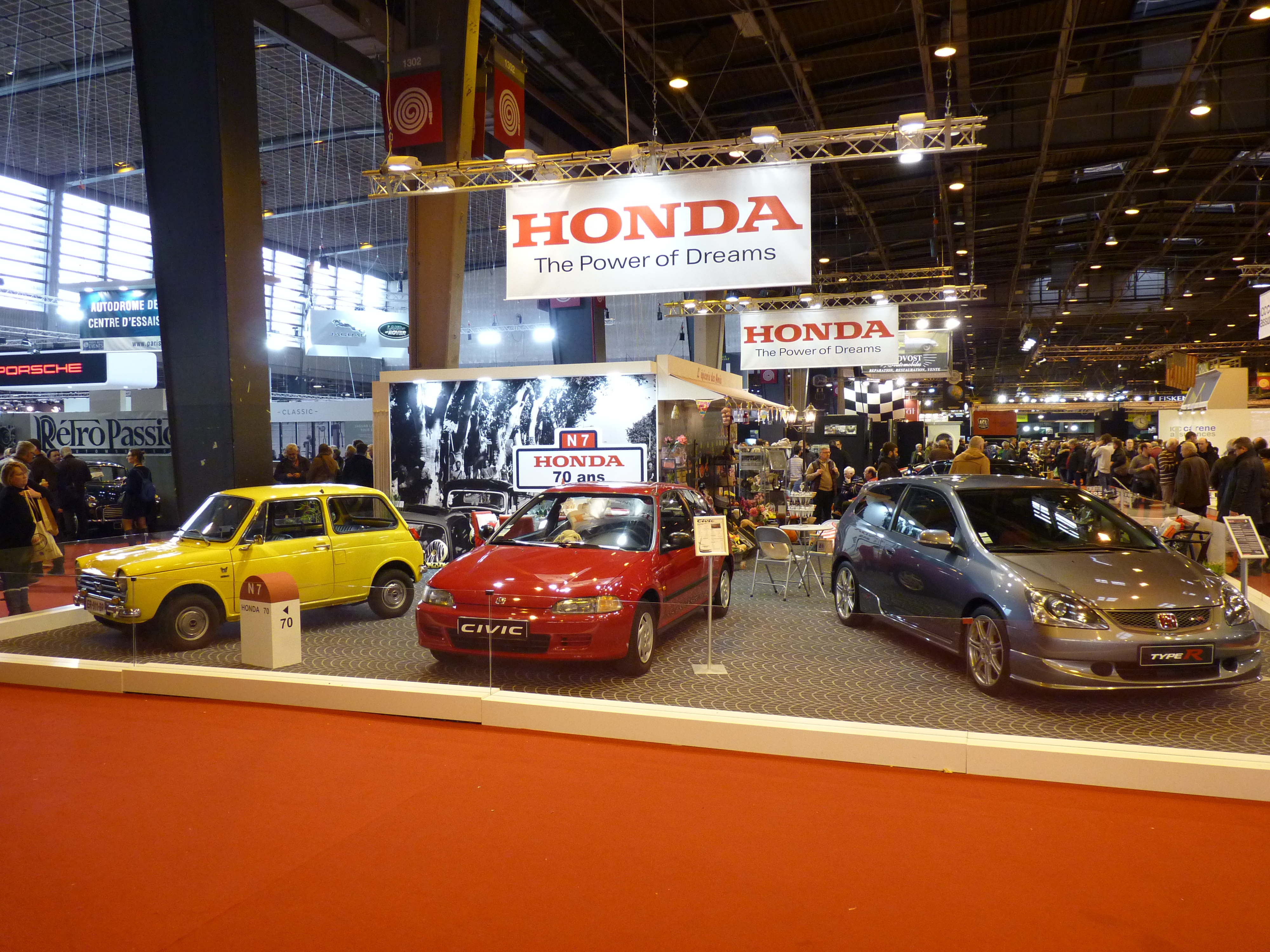
70 ans de Honda

La marque japonaise Honda créée en 1948 avec la production de sa motocyclette Type célèbre ses 70 ans.

### Peugeot 203 et 504
Les 70 ans de la Peugeot 203 et les 50 ans de la Peugeot 504;

### Delahaye au 24 Heures du Mans
Les 80 ans de la victoire du constructeur automobile français Delahaye aux 24 Heures du Mans 1938  (135 spécial avec Eugène Chaboud et Jean Trémoulet), avec deux Delahaye type 135 exposées;

### Carlo Abarth
Les 110 ans de Carlo Abarth, fondateur de la marque Abarth, avec l'exposition de vingt voitures issues d'une collection privée (collection de Engelbert Möll);

La Saga Abarth
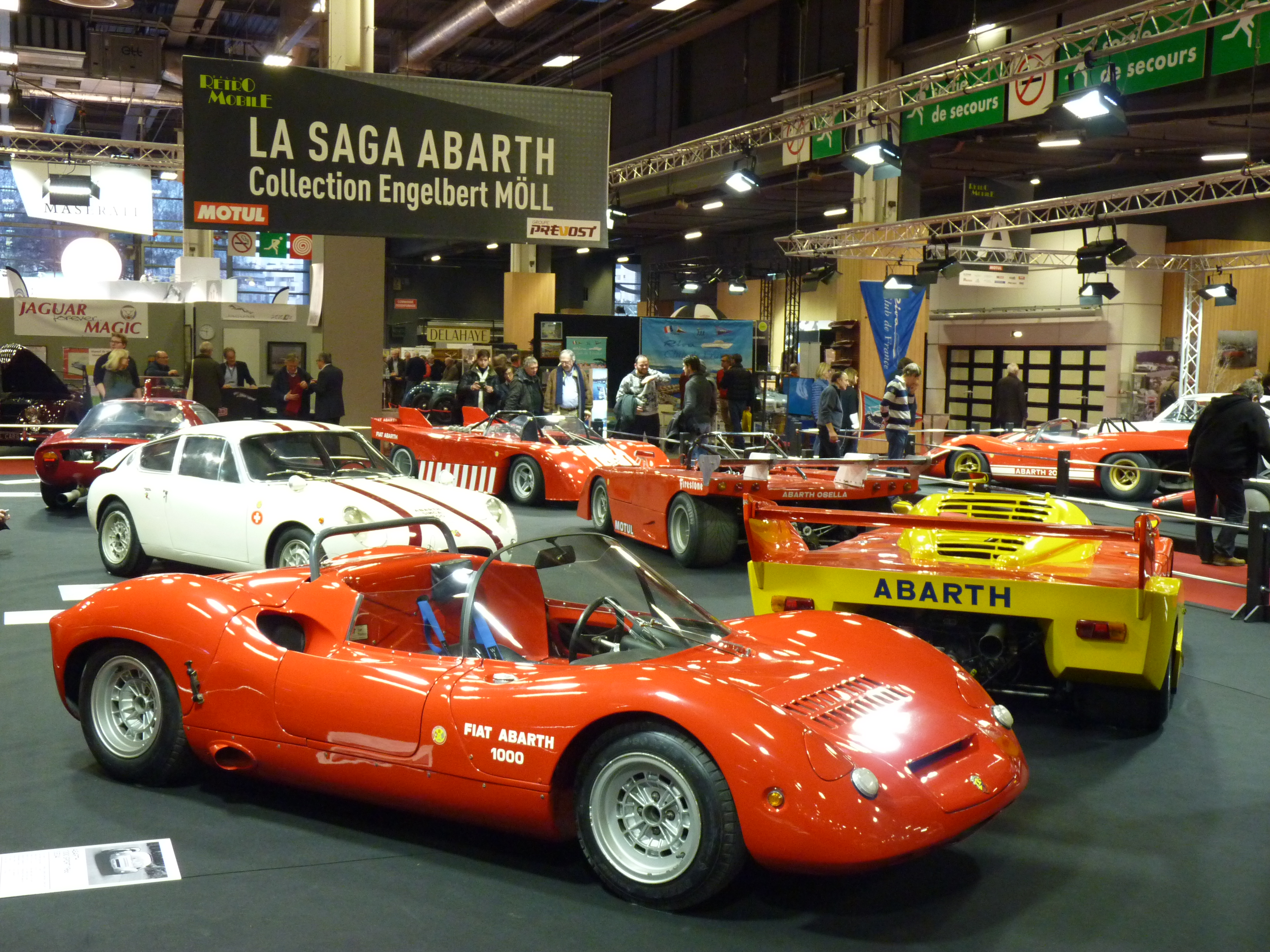
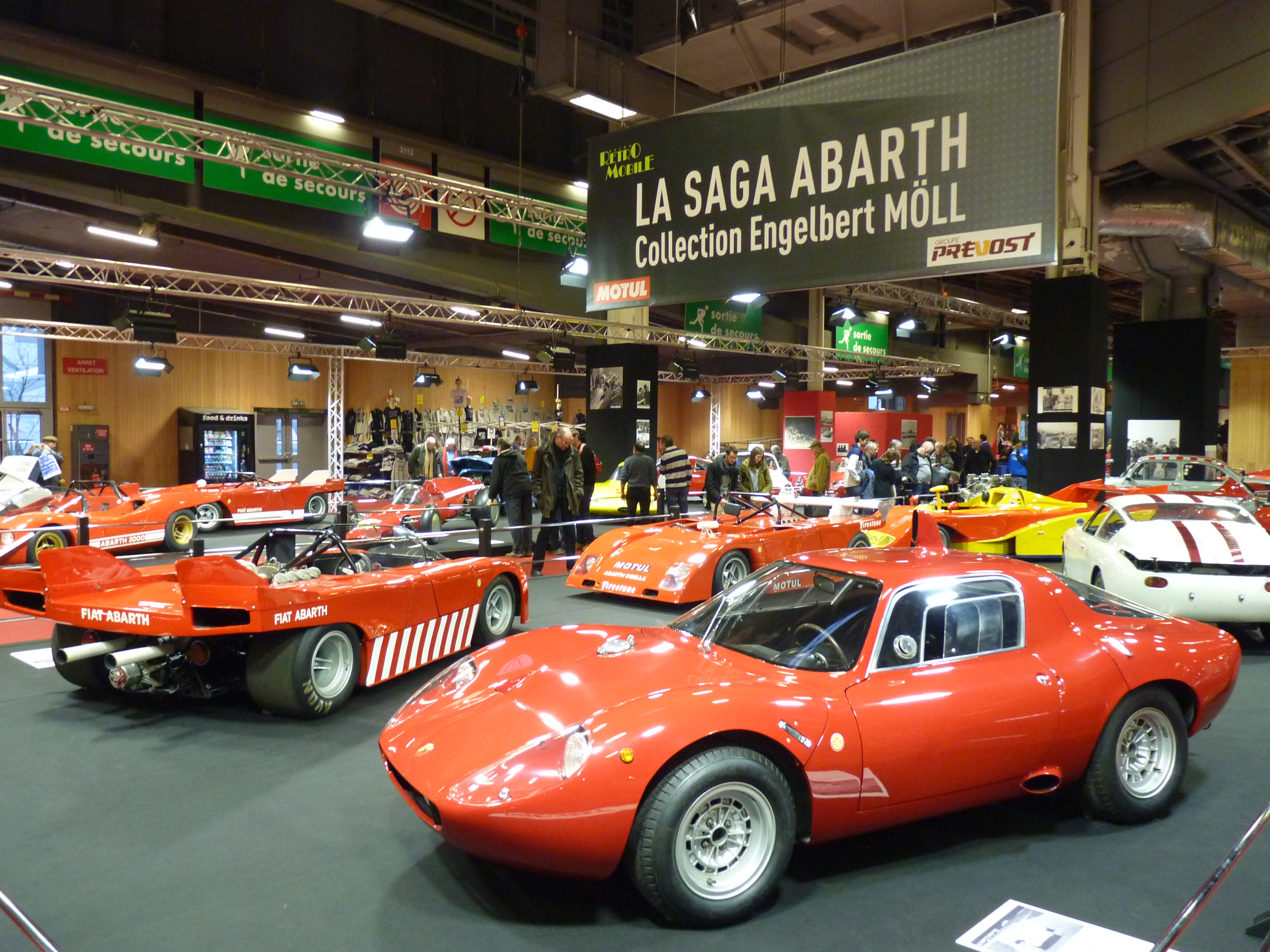

### Renault

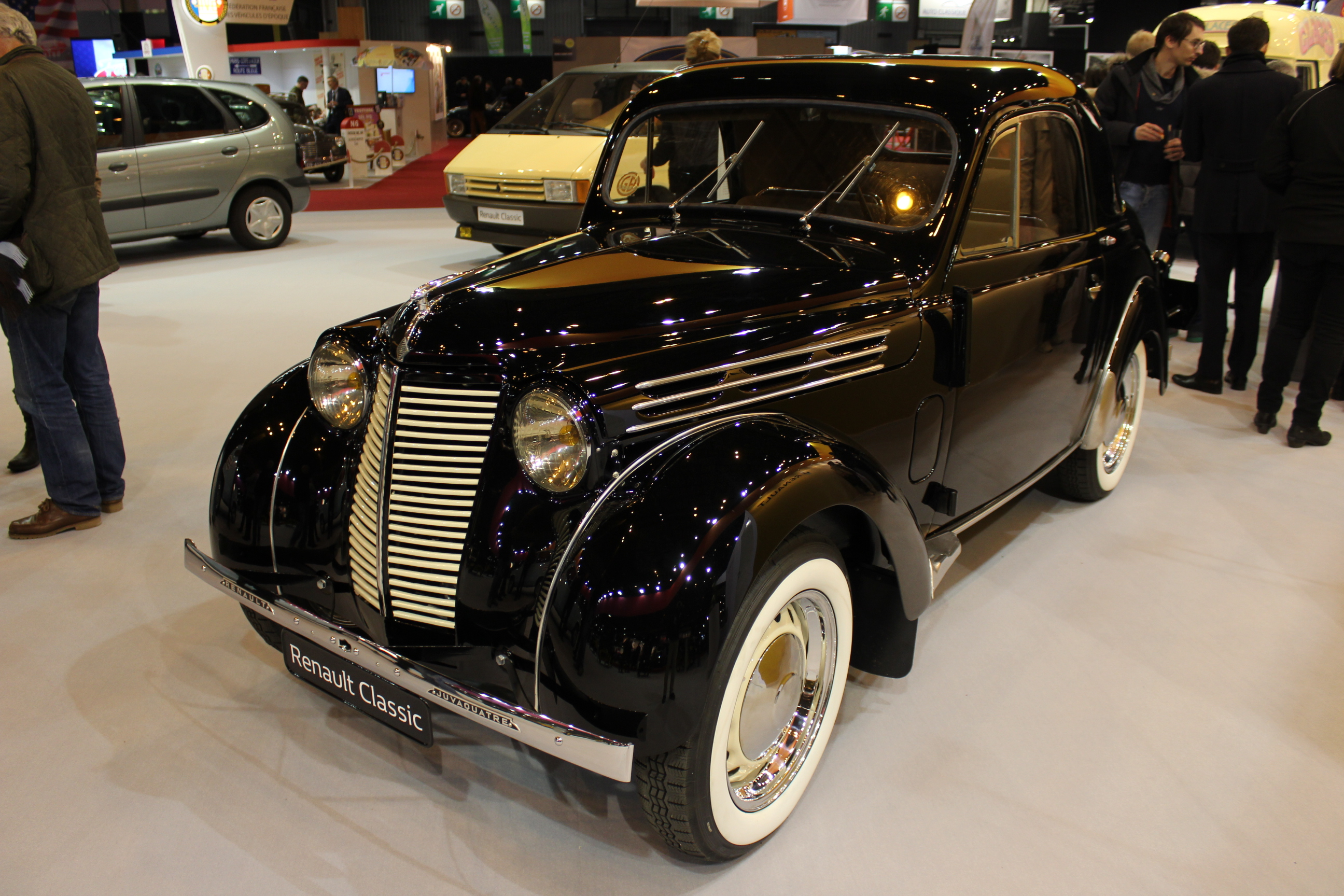

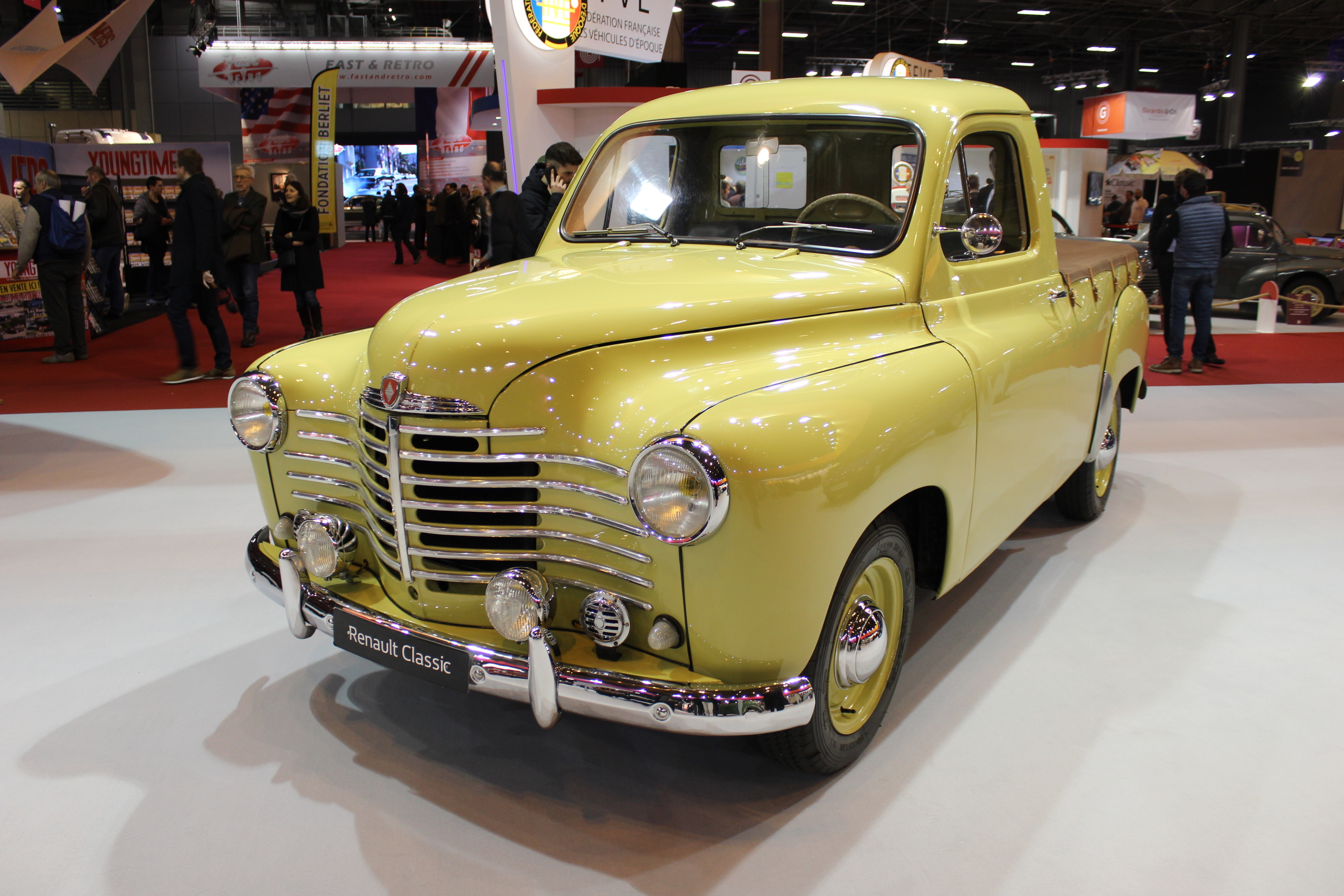

Renault fête ses 120 ans, avec la participation du « Musée national de la Voiture et du Tourisme » de Compiègne qui expose la première Renault, la voiturette Type A ainsi que les Type B et Type D

Musée national de la Voiture et du Tourisme de Compiègne
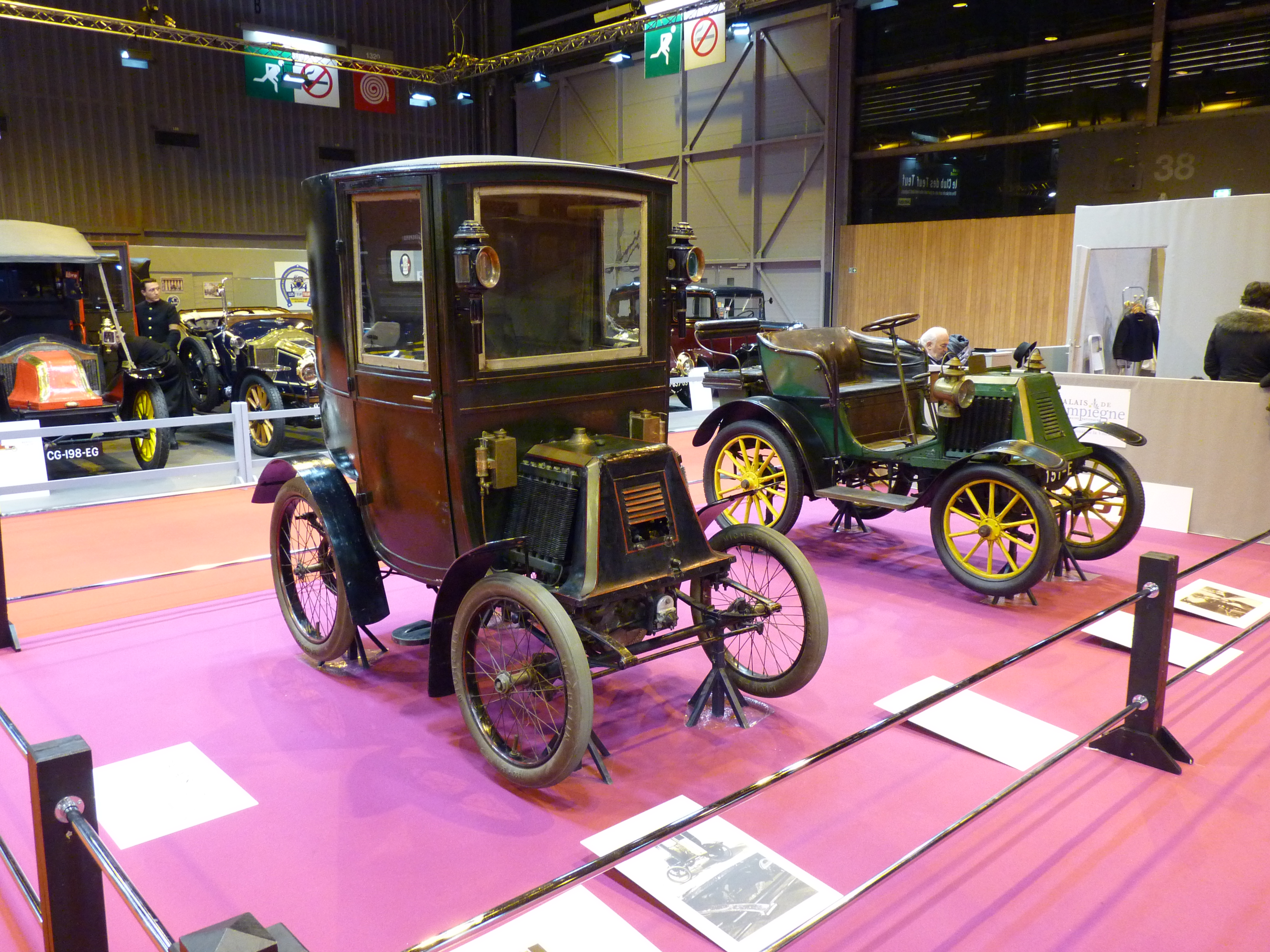
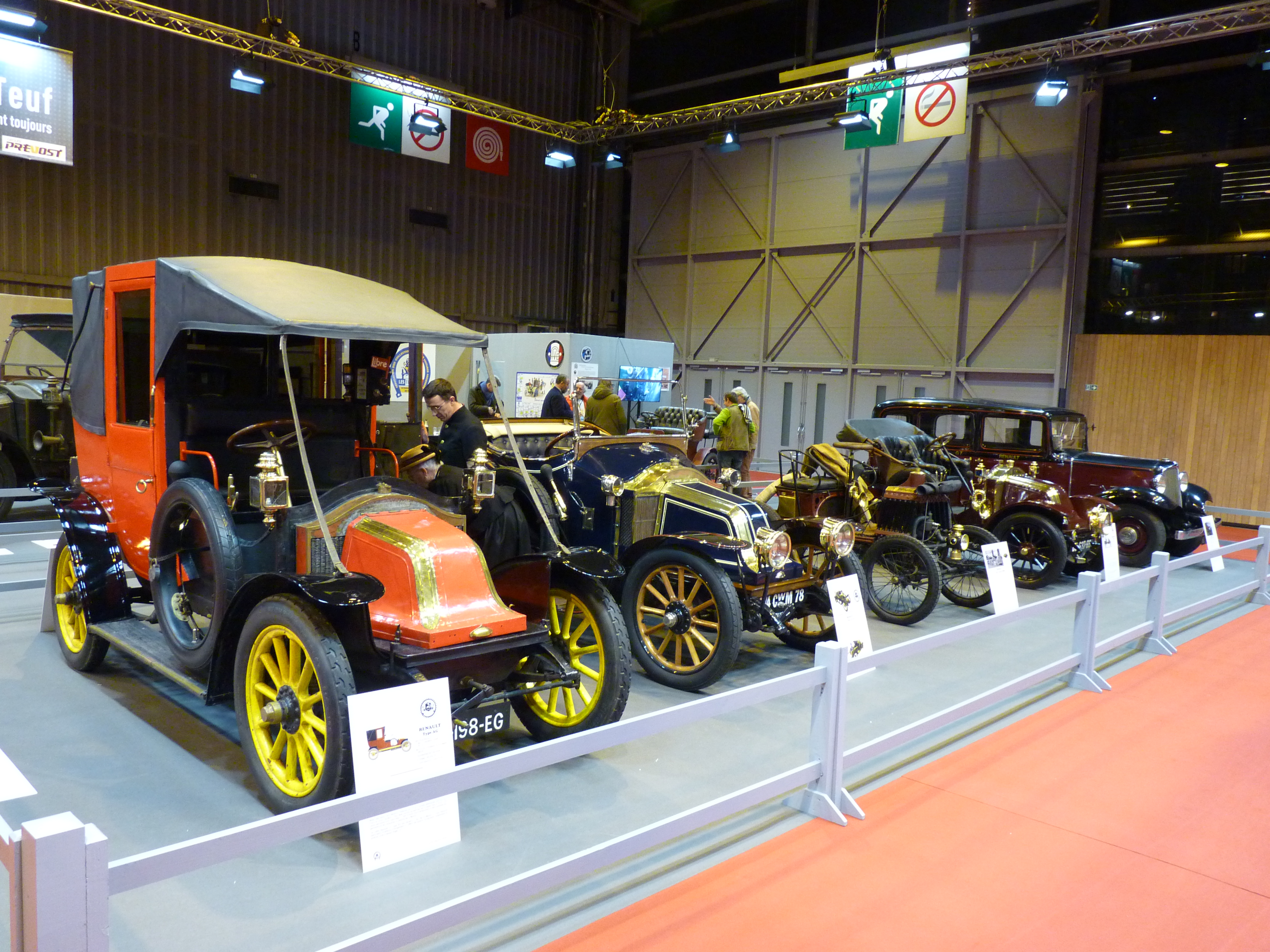
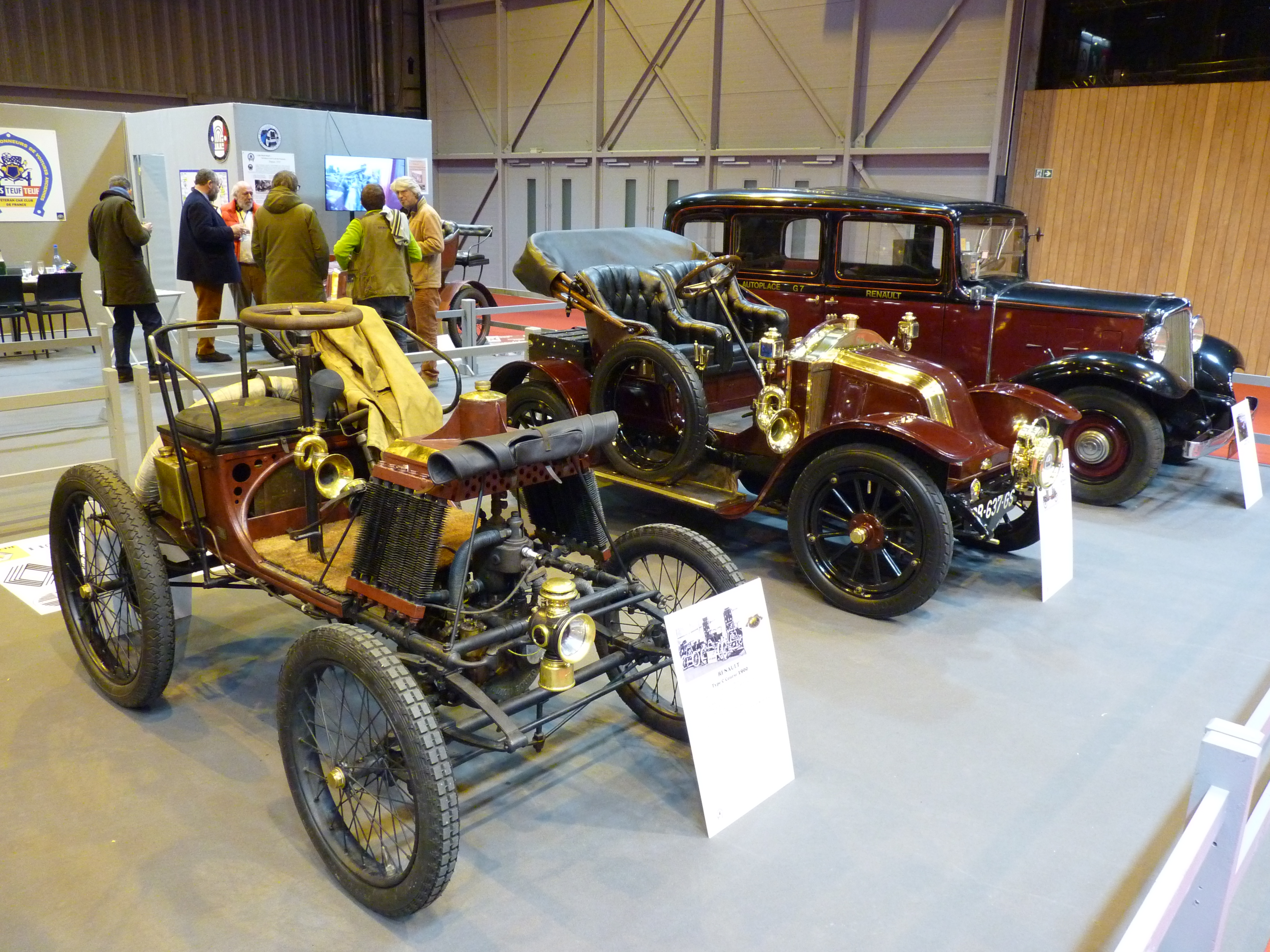

Le « Musée des Blindés » présente des chars Renault (FT, B1 bis, R35, AMR 33), avec pour thème « Renault sous les drapeaux », dont certains en mouvement à l'extérieur du salon.

Musée des Blindés
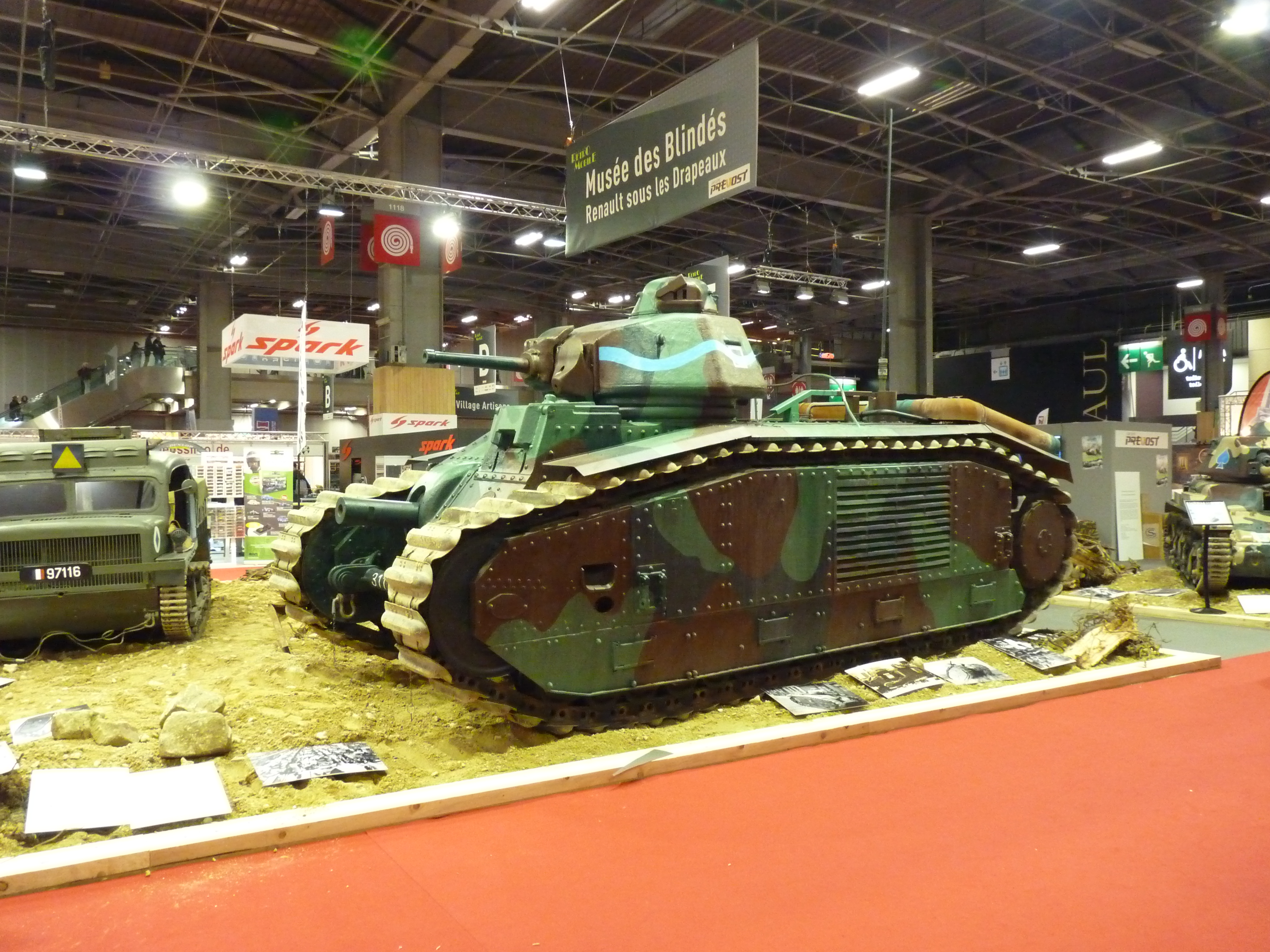
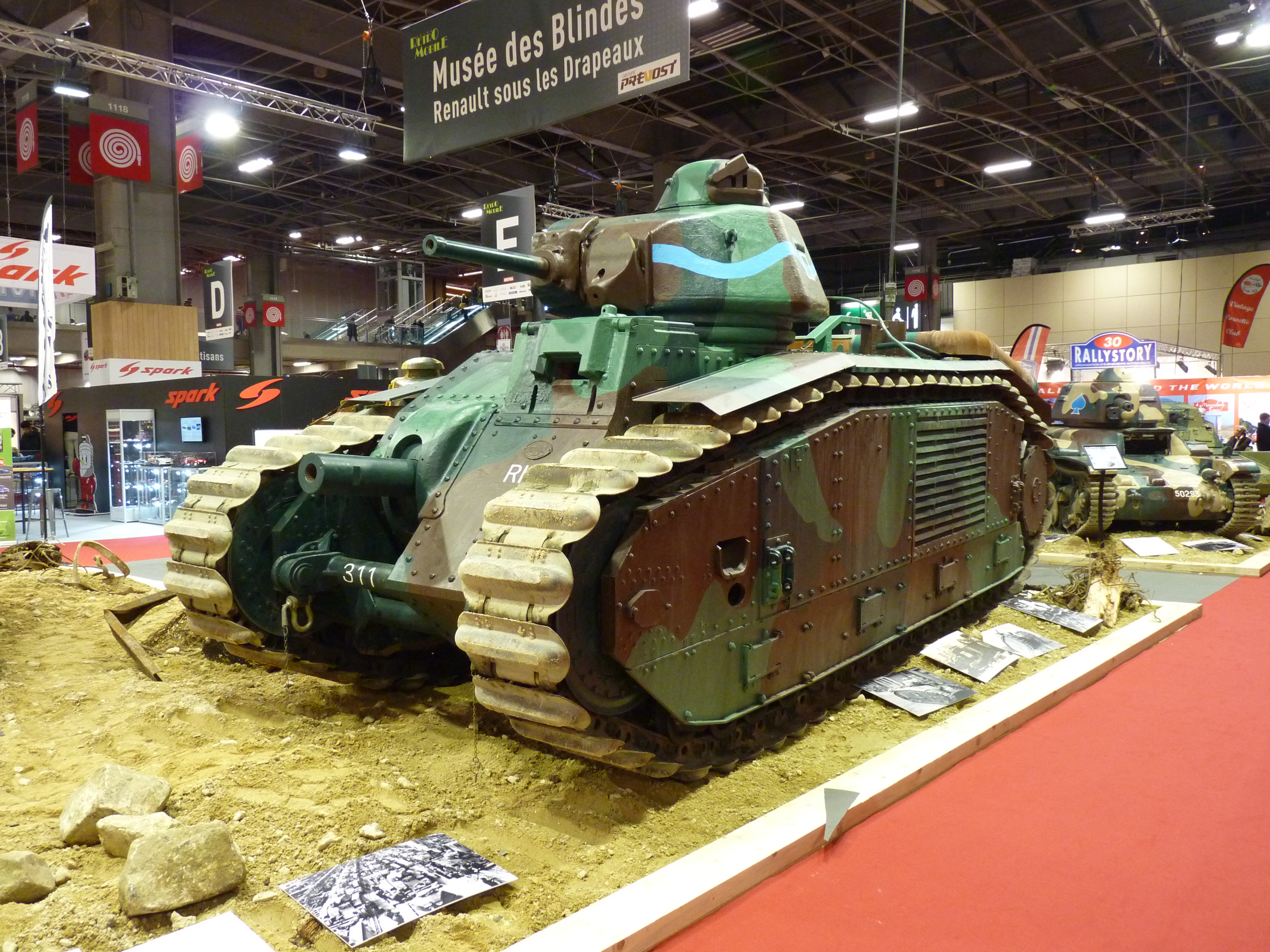
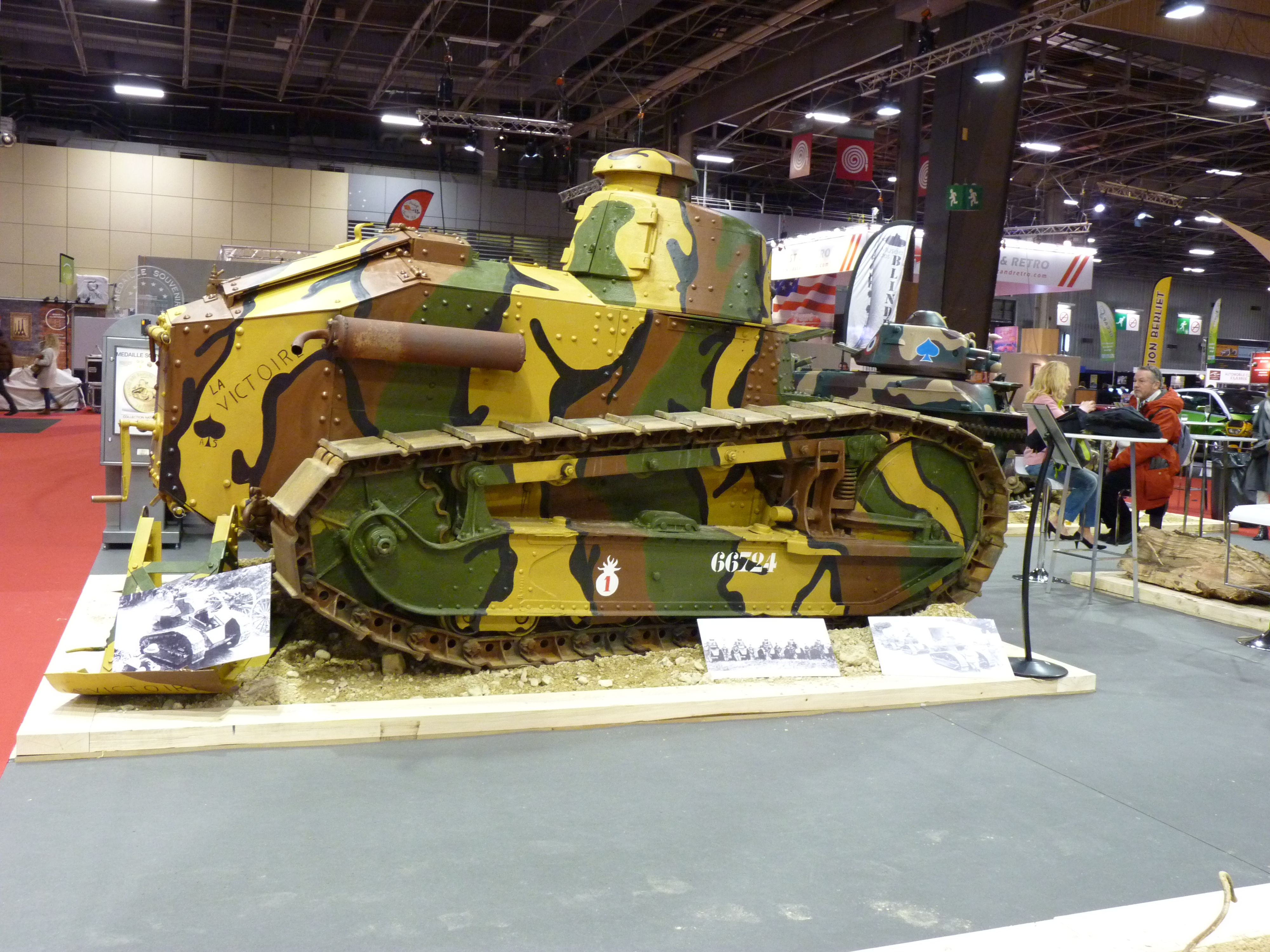
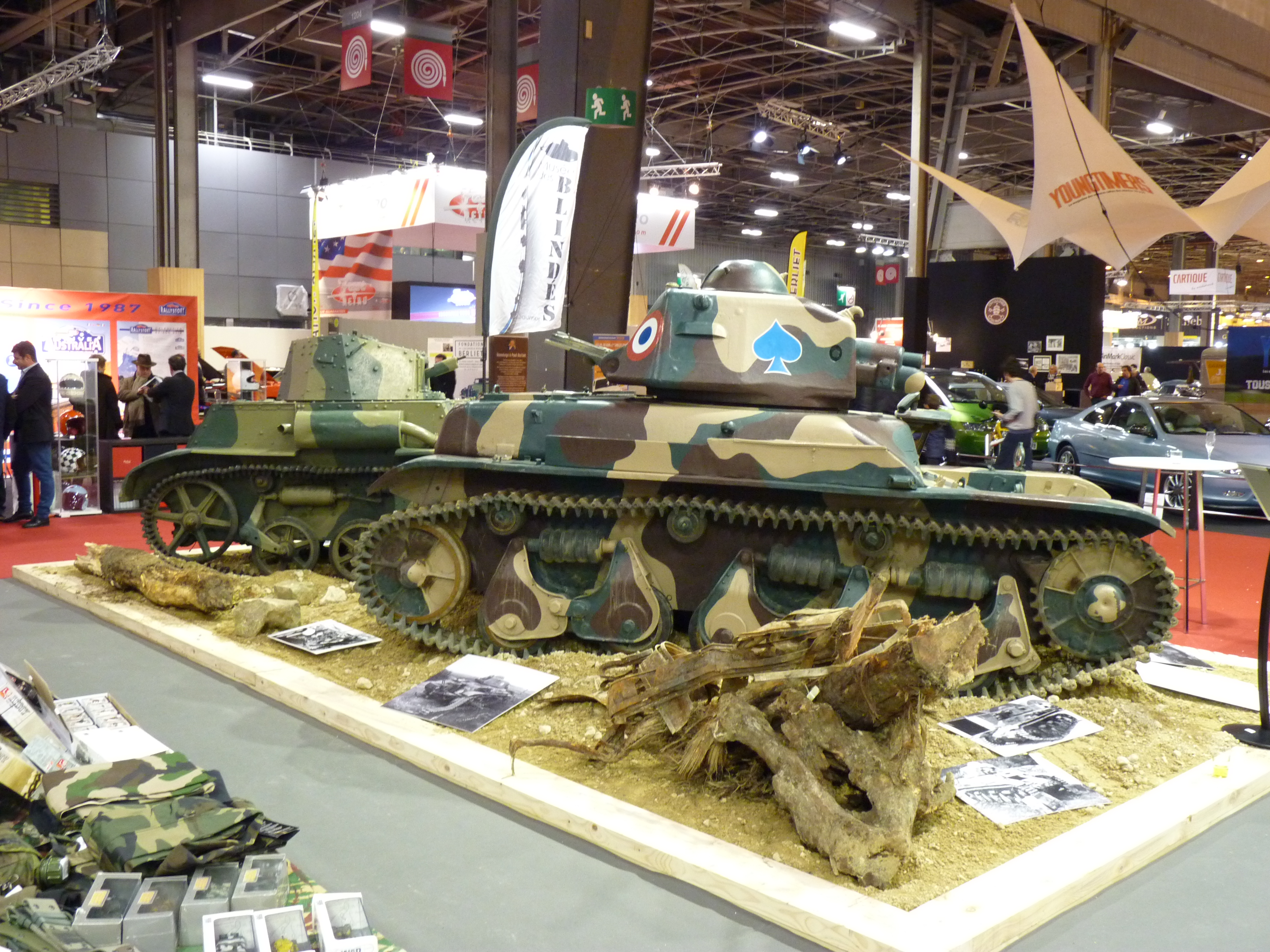

Renault Classic présente une exposition d'une vingtaine de modèles mythiques de l'histoire du constructeur au losange dont une R8 Gordini (1964), une Juvaquatre (1937) ou une plus récente Twingo de 1992.

Renault Classic
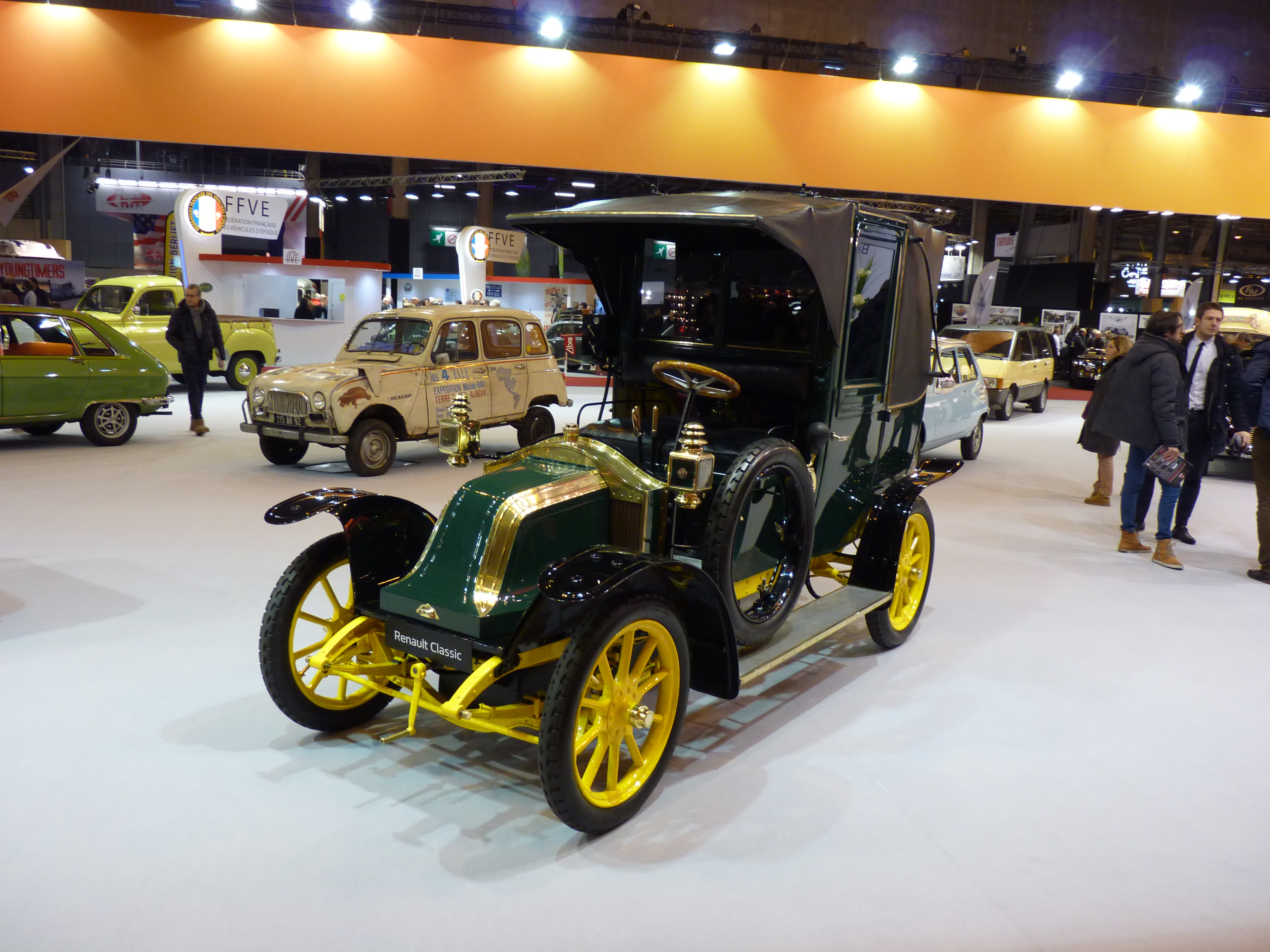
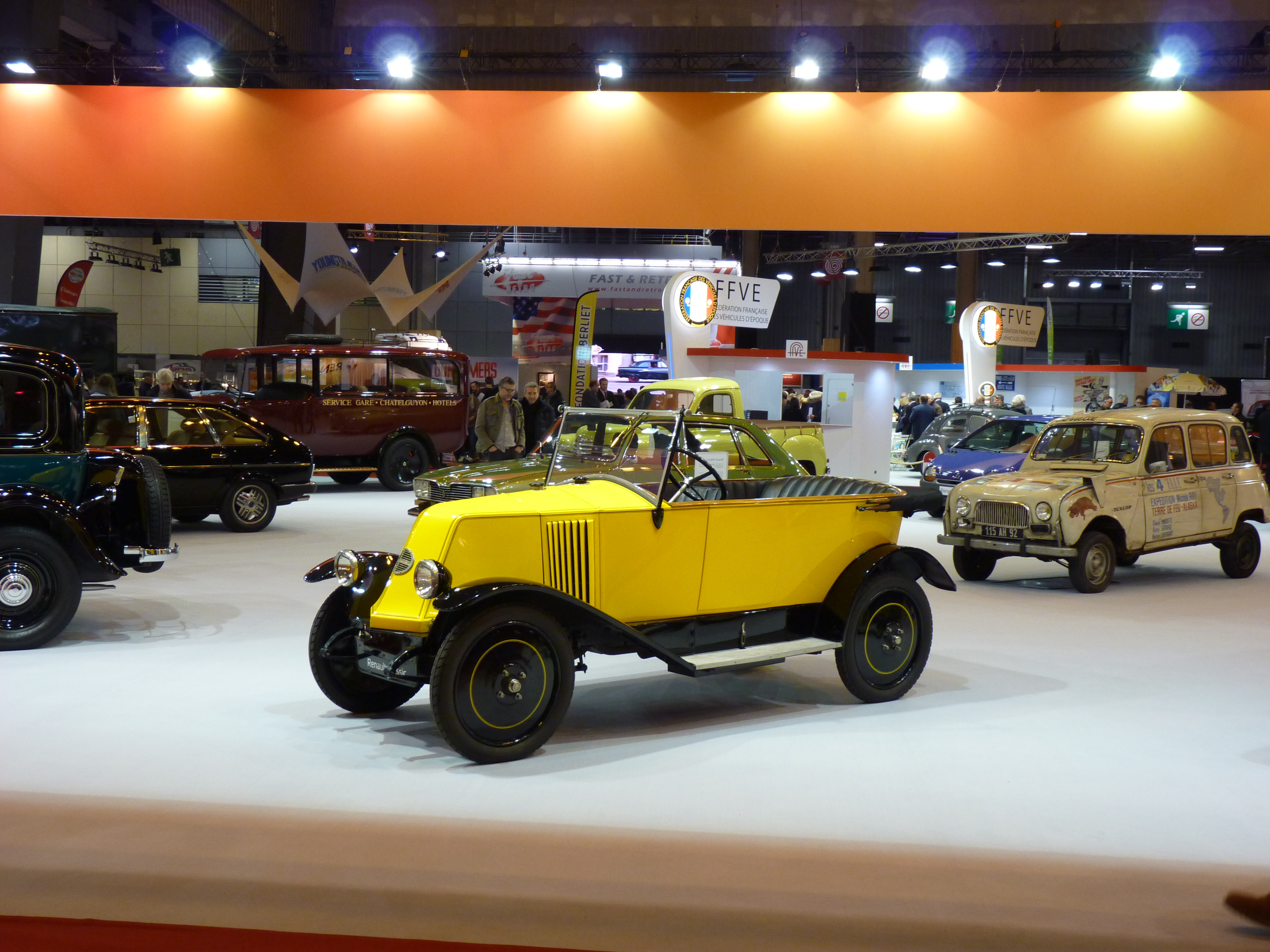
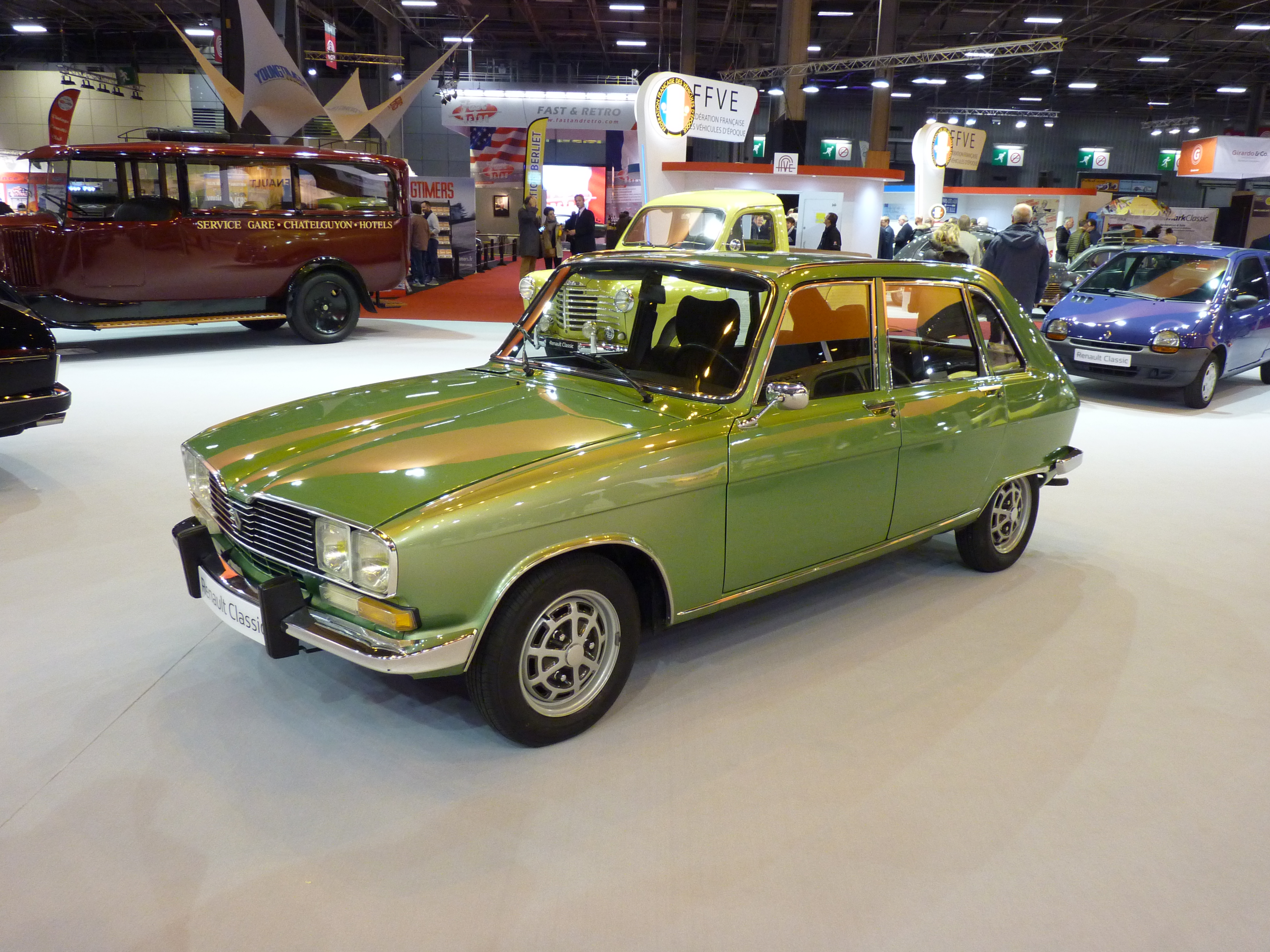
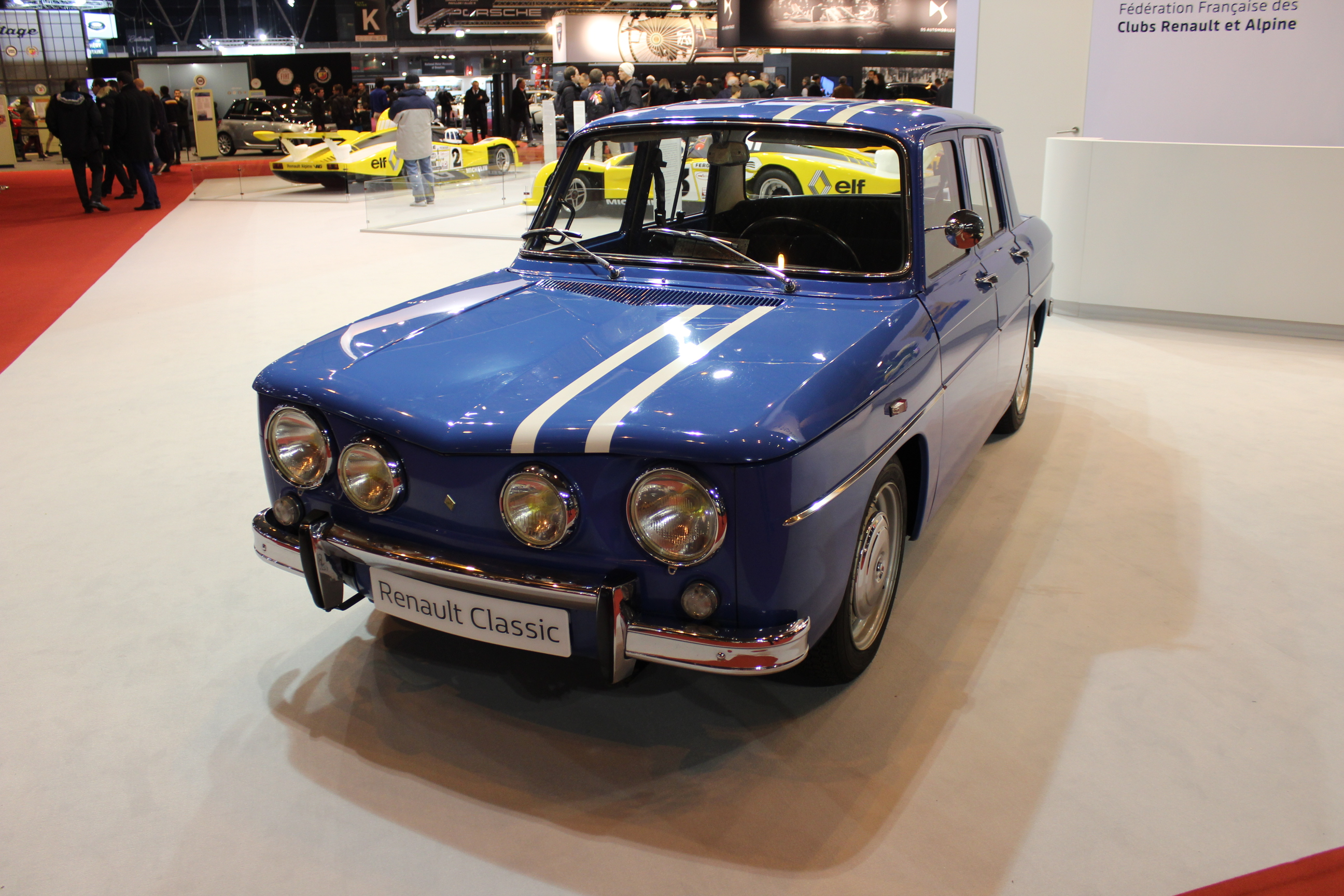
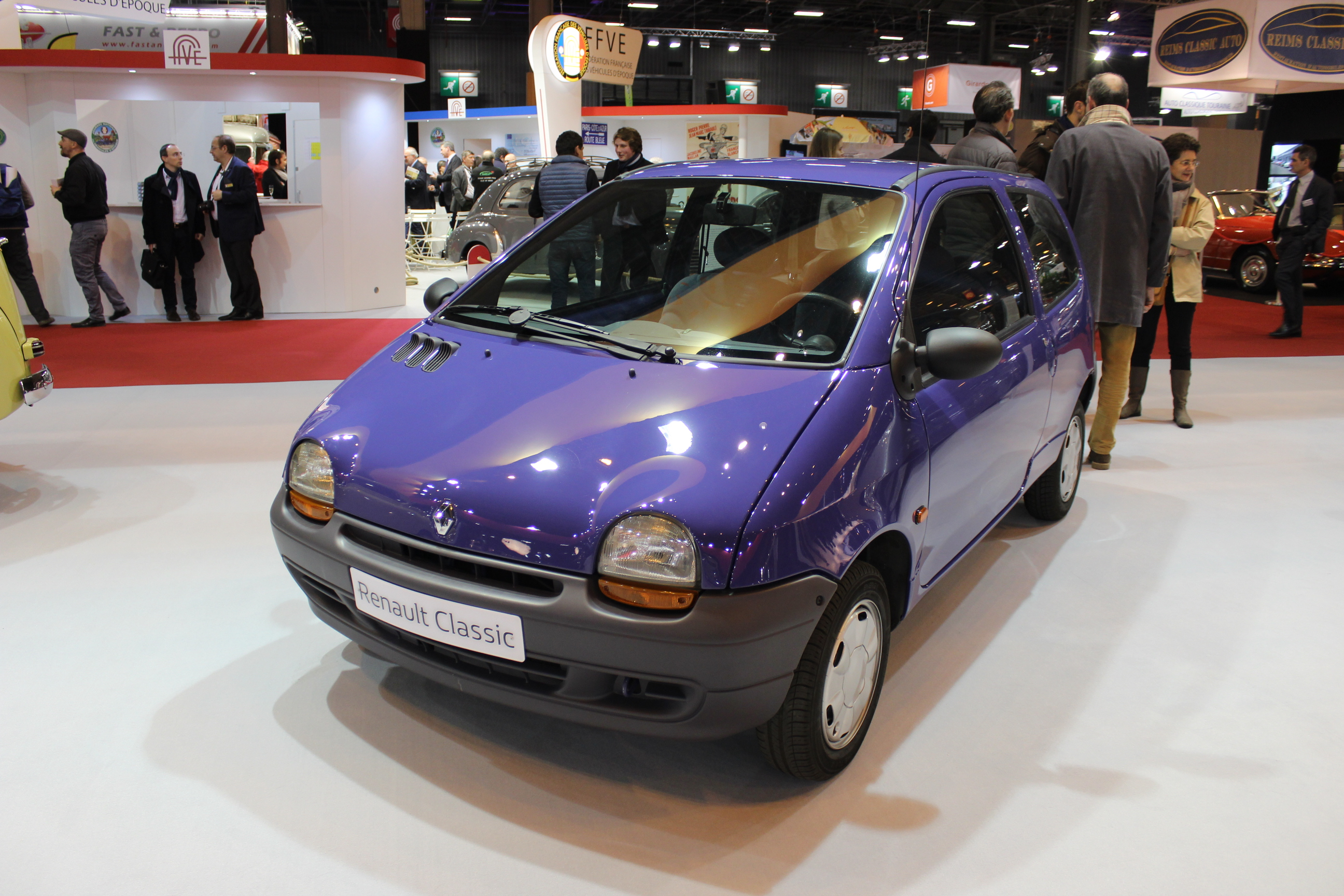

### Victoire Renault au Mans
Renault fête un second anniversaire au salon, celui des 40 ans de la marque au losange à l'épreuve des 24 Heures du Mans en 1978.

24 Heures du Mans 1978
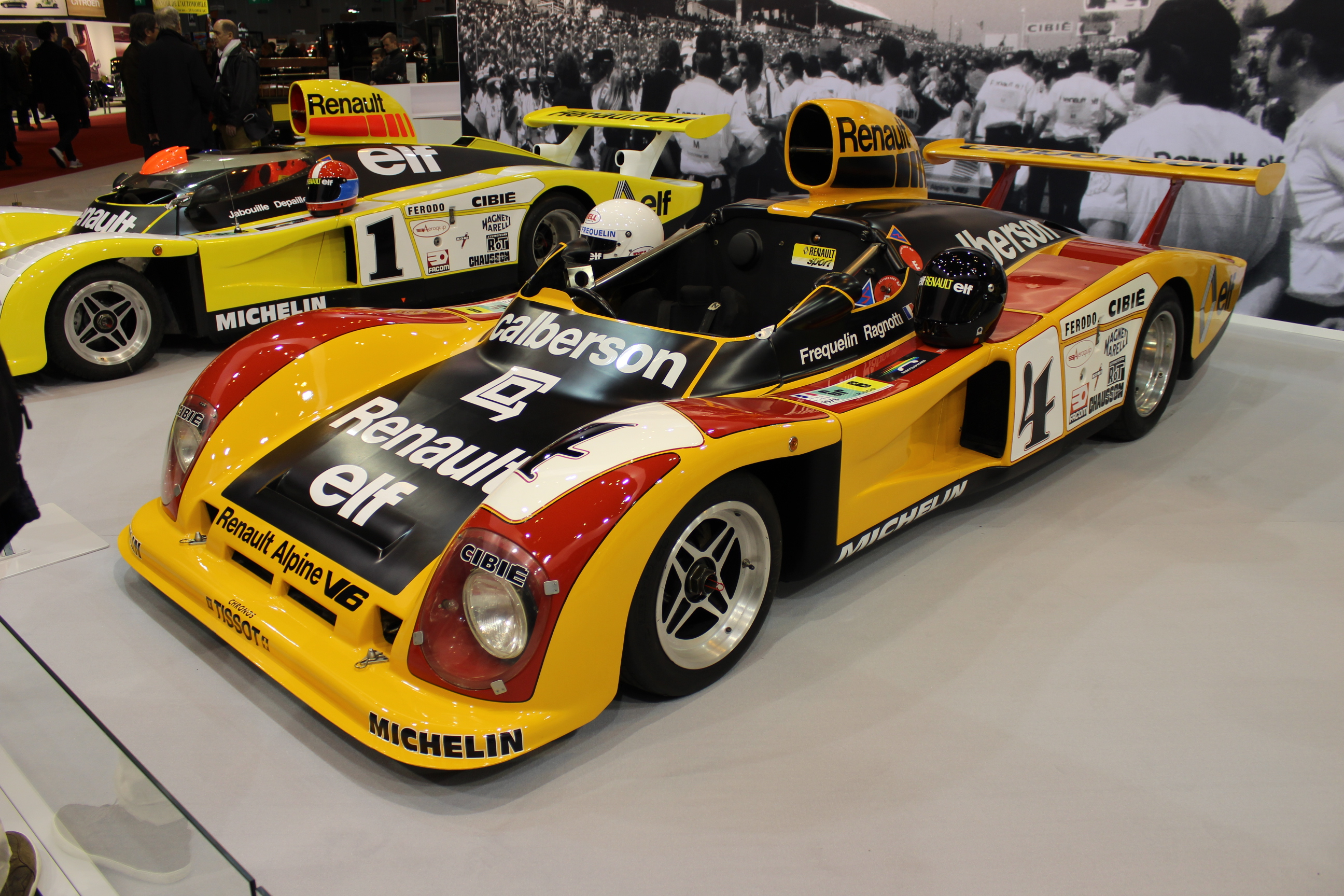
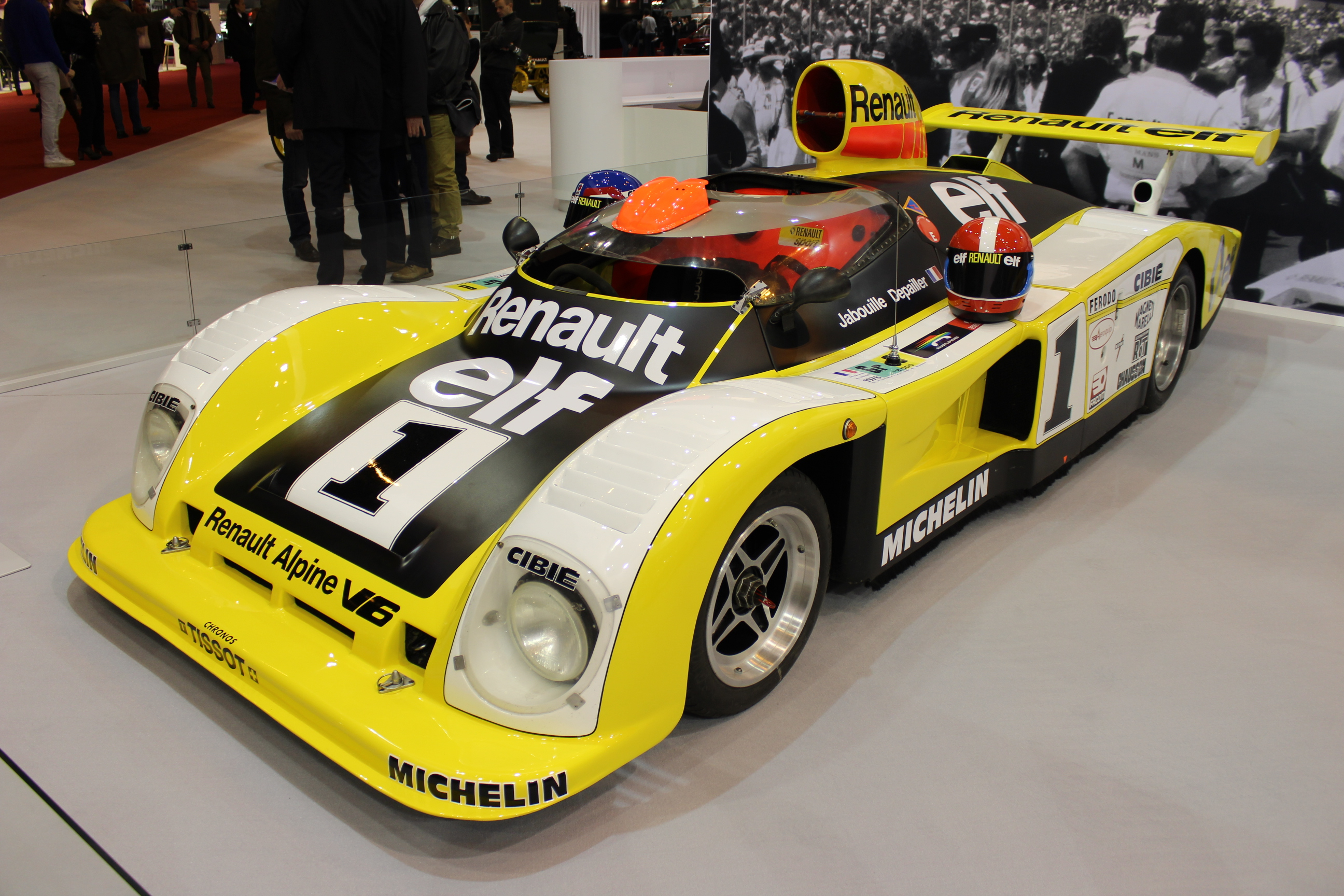
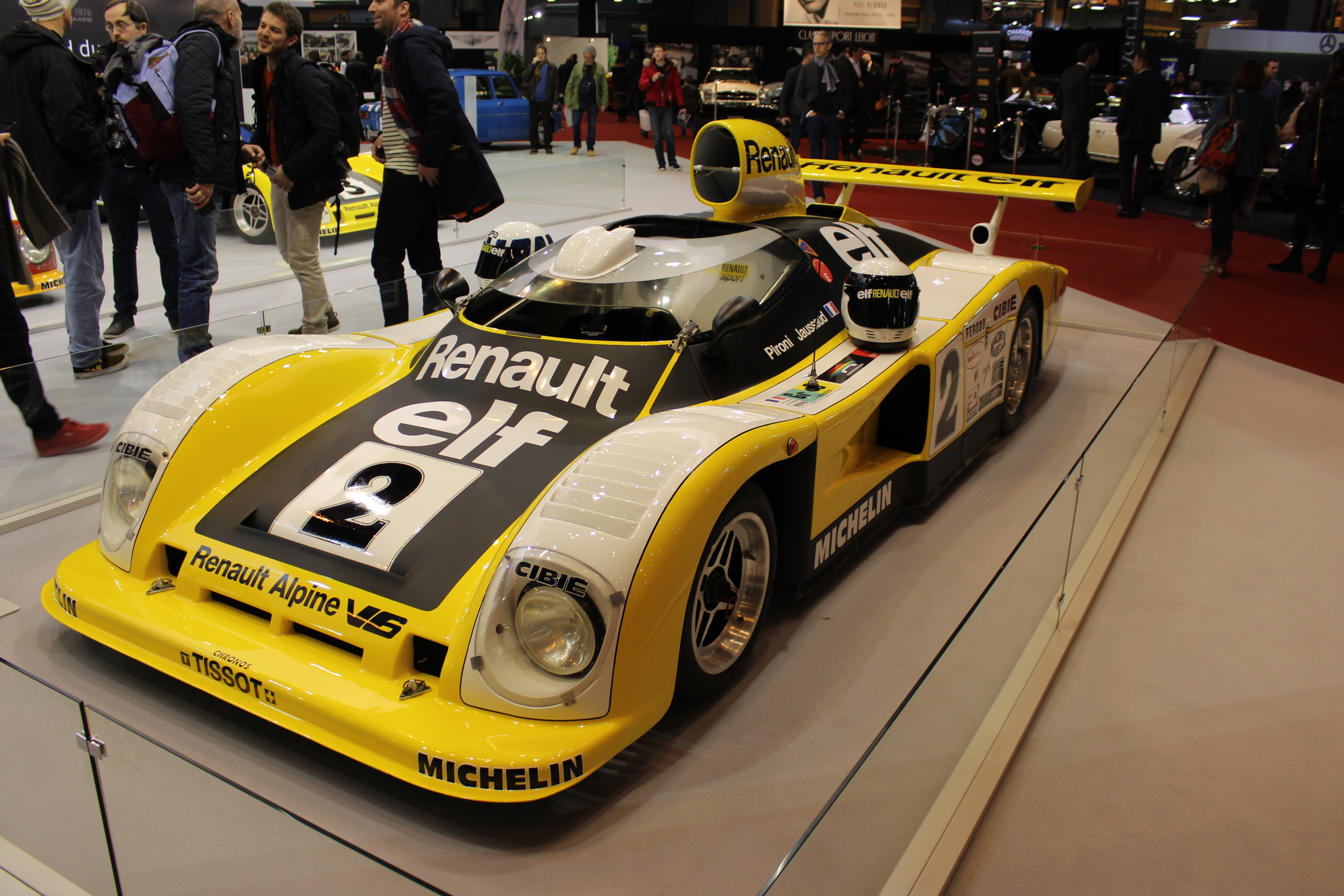
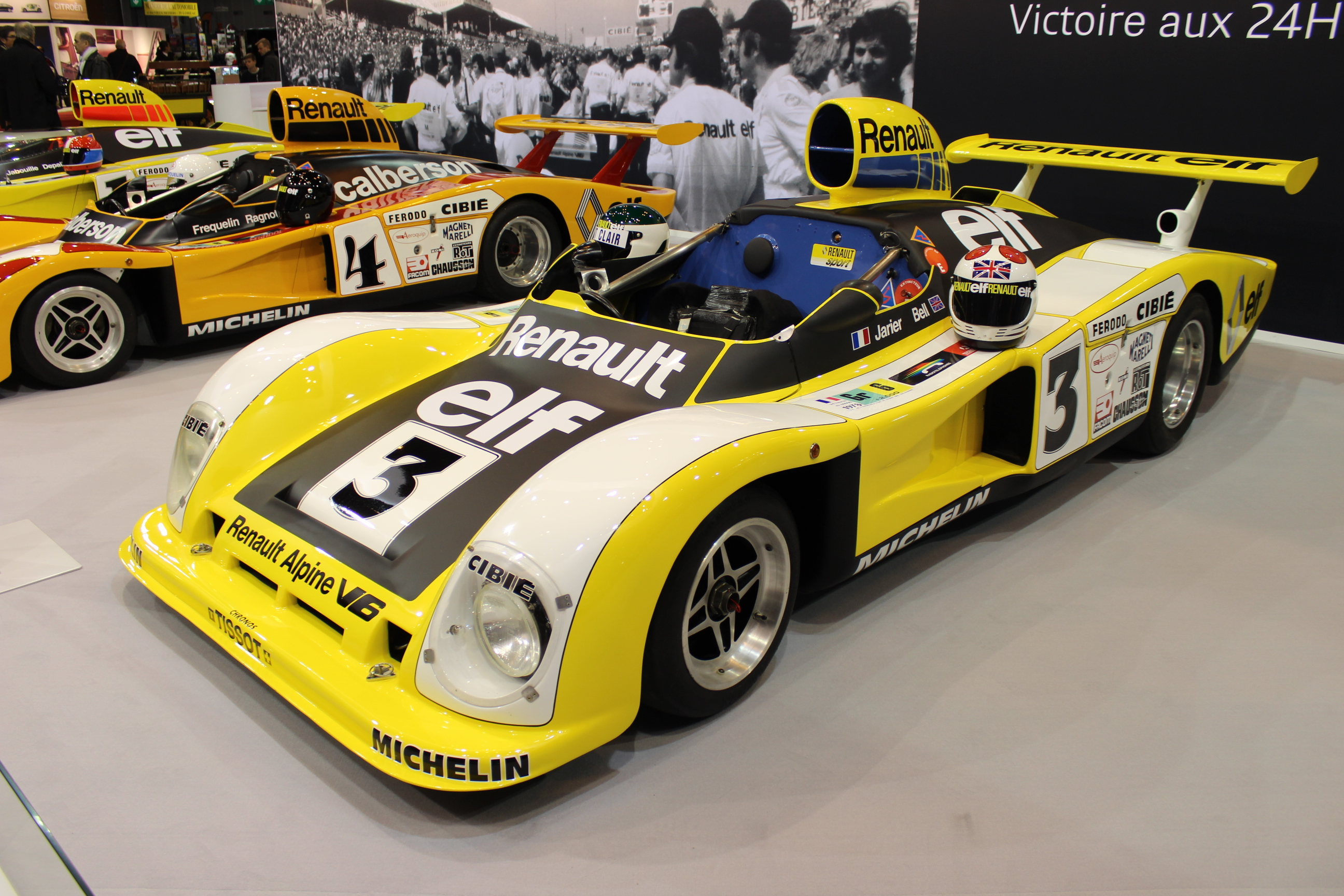

## Expositions

### DS Automobiles
Le constructeur DS Automobiles, qui bénéficie de plus grand stand sur le salon, présente son exposition « DS présidentielles » qui regroupe les voitures des présidents de la République française, de la Citroën DS jusqu'à la DS 7 Crossback Présidentiel de 2017.

DS présidentielles
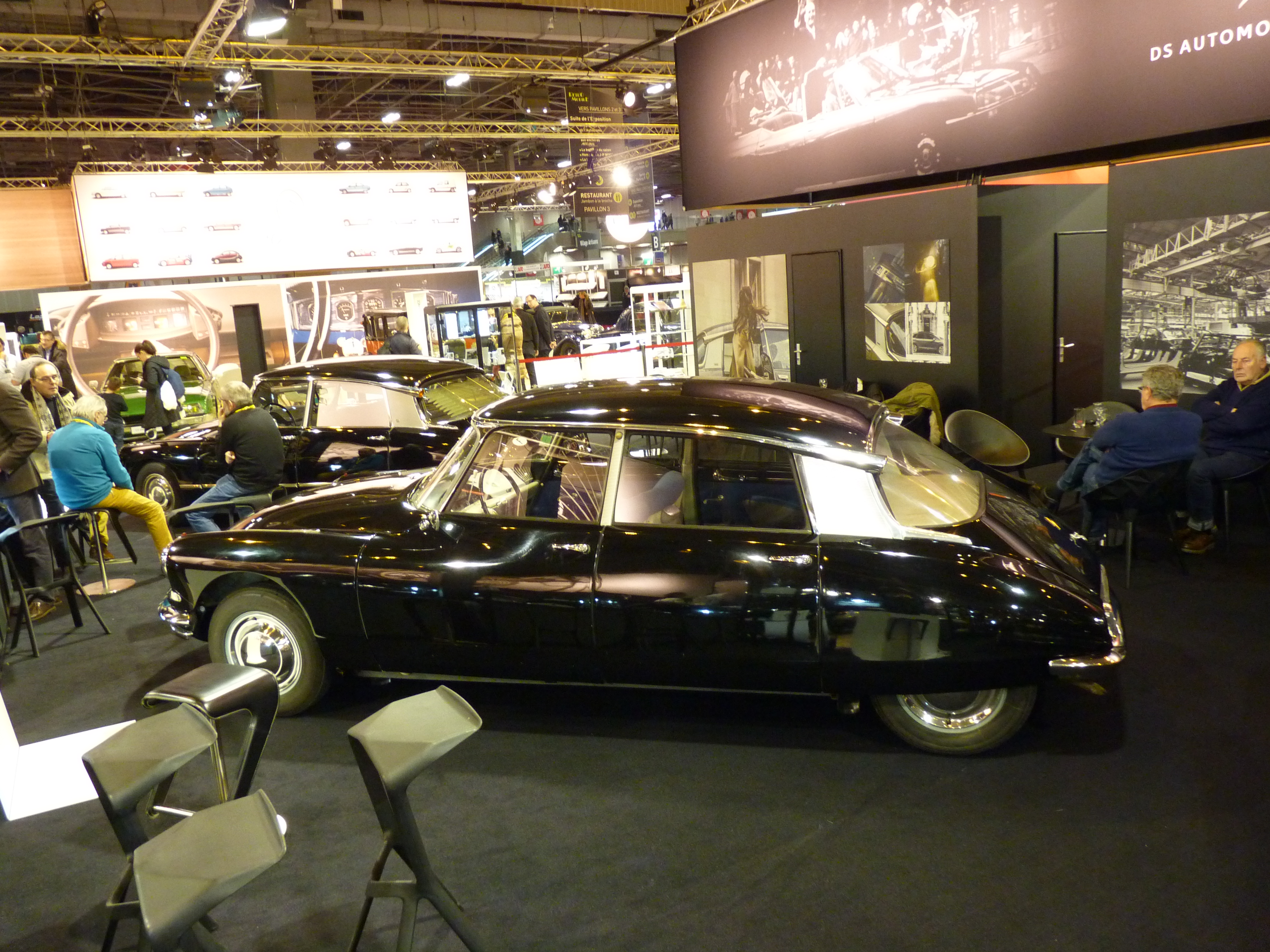
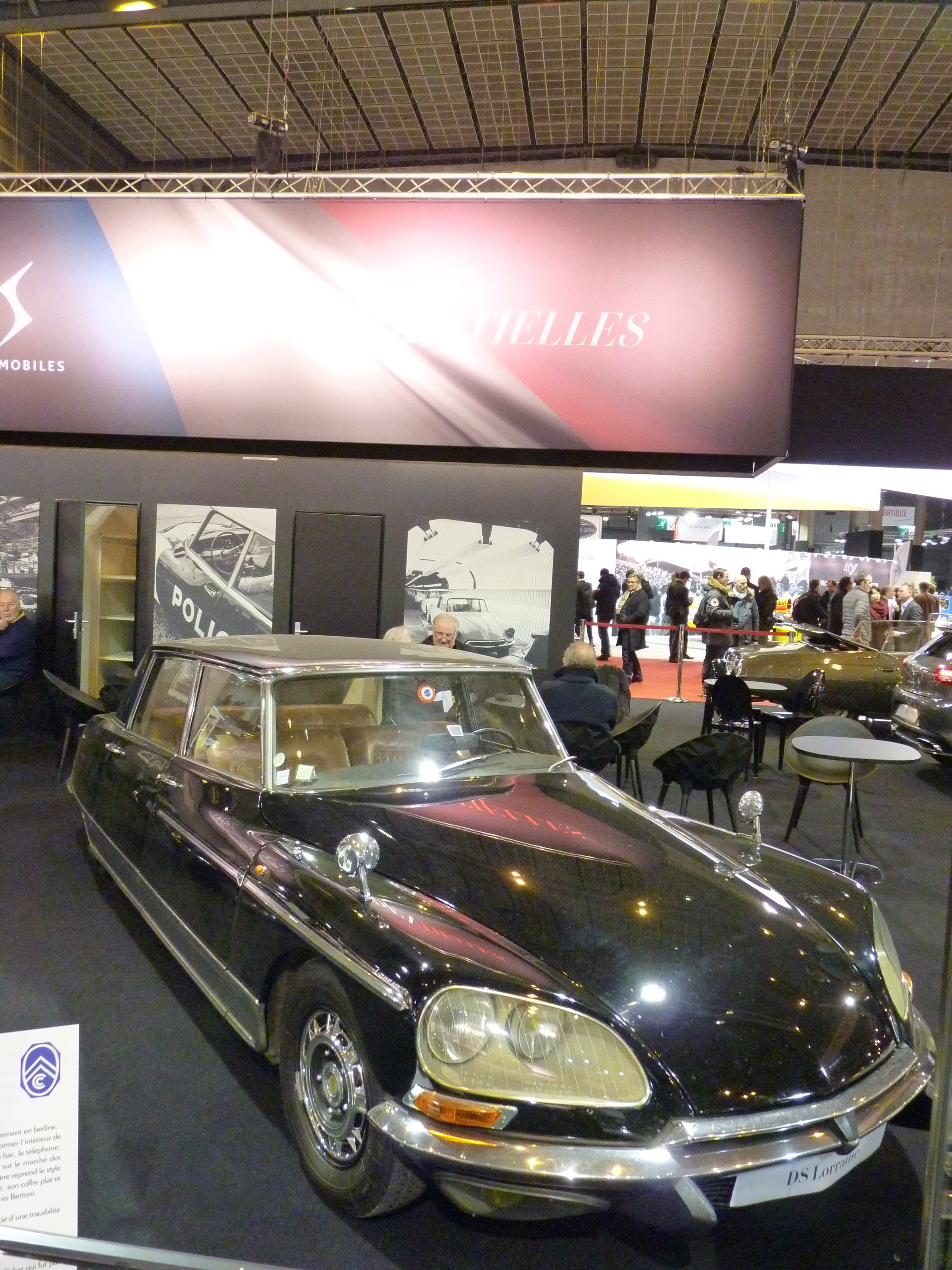
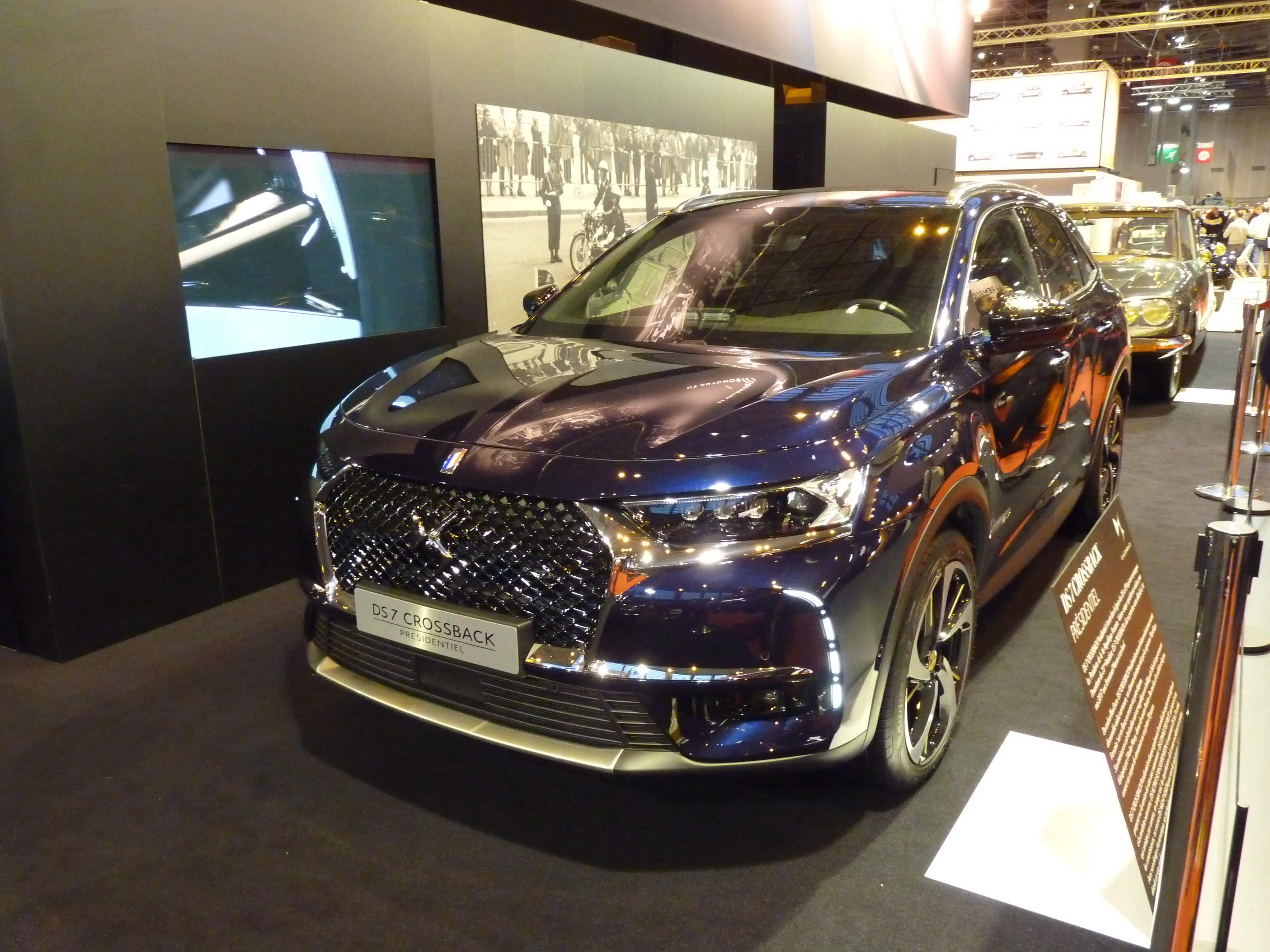

### Maratuech 1922
L'Utac Ceram, qui gère l'autodrome de Linas-Montlhéry et le circuit de Mortefontaine, expose la Maratuech 1922 appelé l'« Avion sans aile ». Elle a été construite entre 1922 et 1925 par le Français Fernand Maratuech, et restauré grâce à la Fondation du patrimoine et du Mécénat Motul. La Maratuech 1922 est propulsé par un moteur de moto BSA de 250 cm3 et son géniteur a parcouru plus de 10 000 km à son bord. La Maratuech 1922 mesure 1,20 m de hauteur pour 1,36 m de large et une longueur de 4 m, pour un poids de 220 kg.

Maratuech 1922 - L'avion sans aile
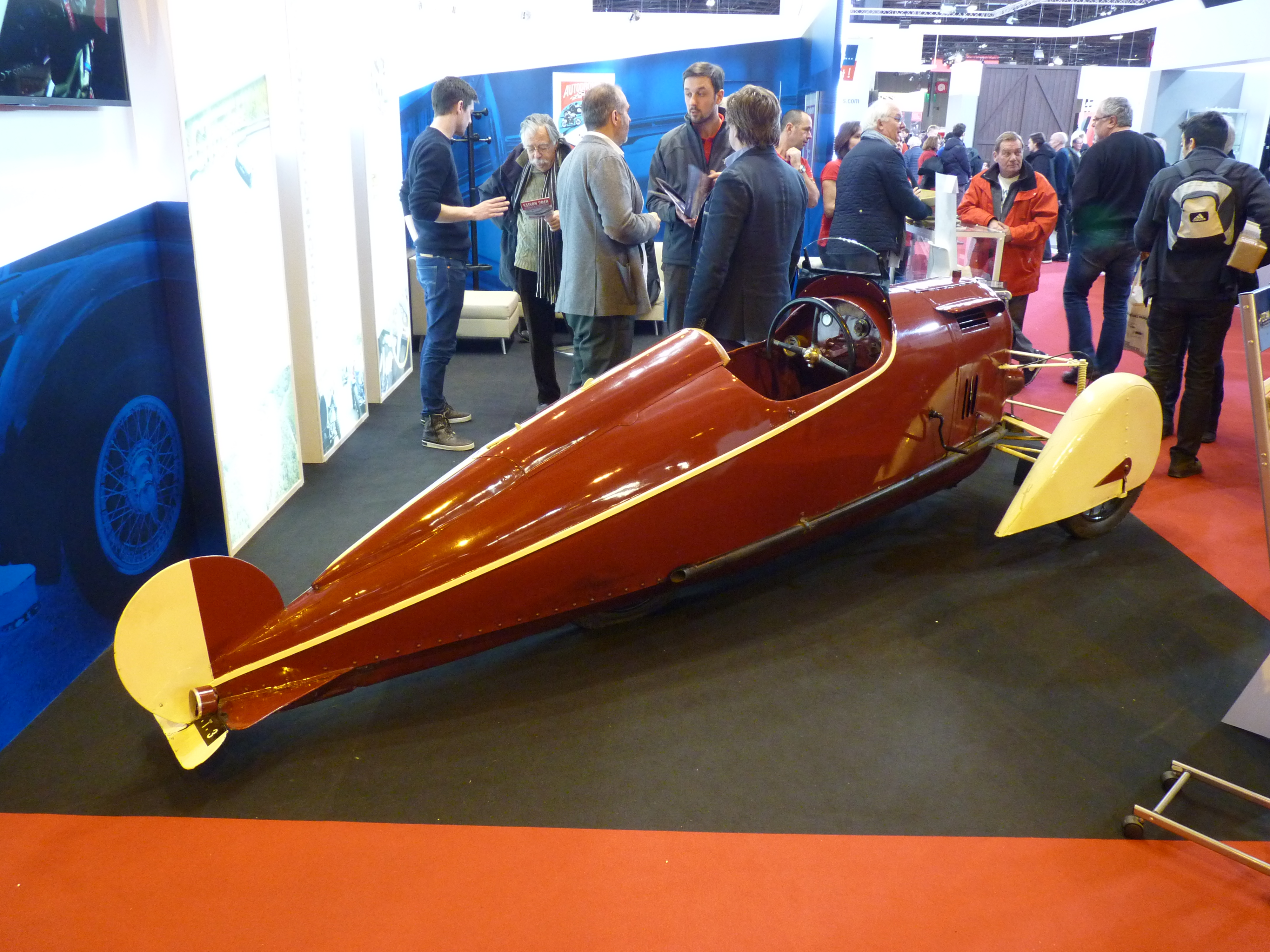
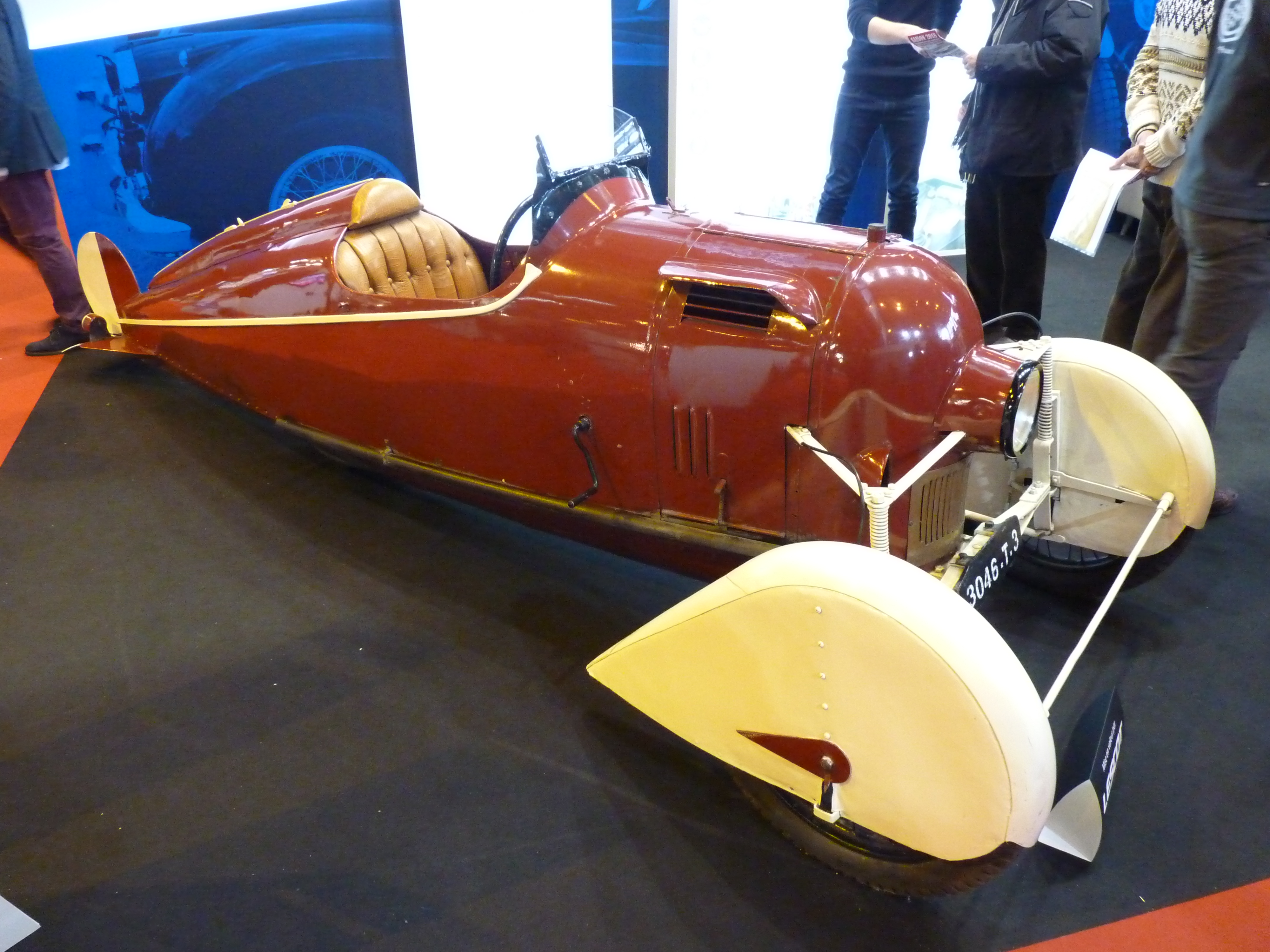
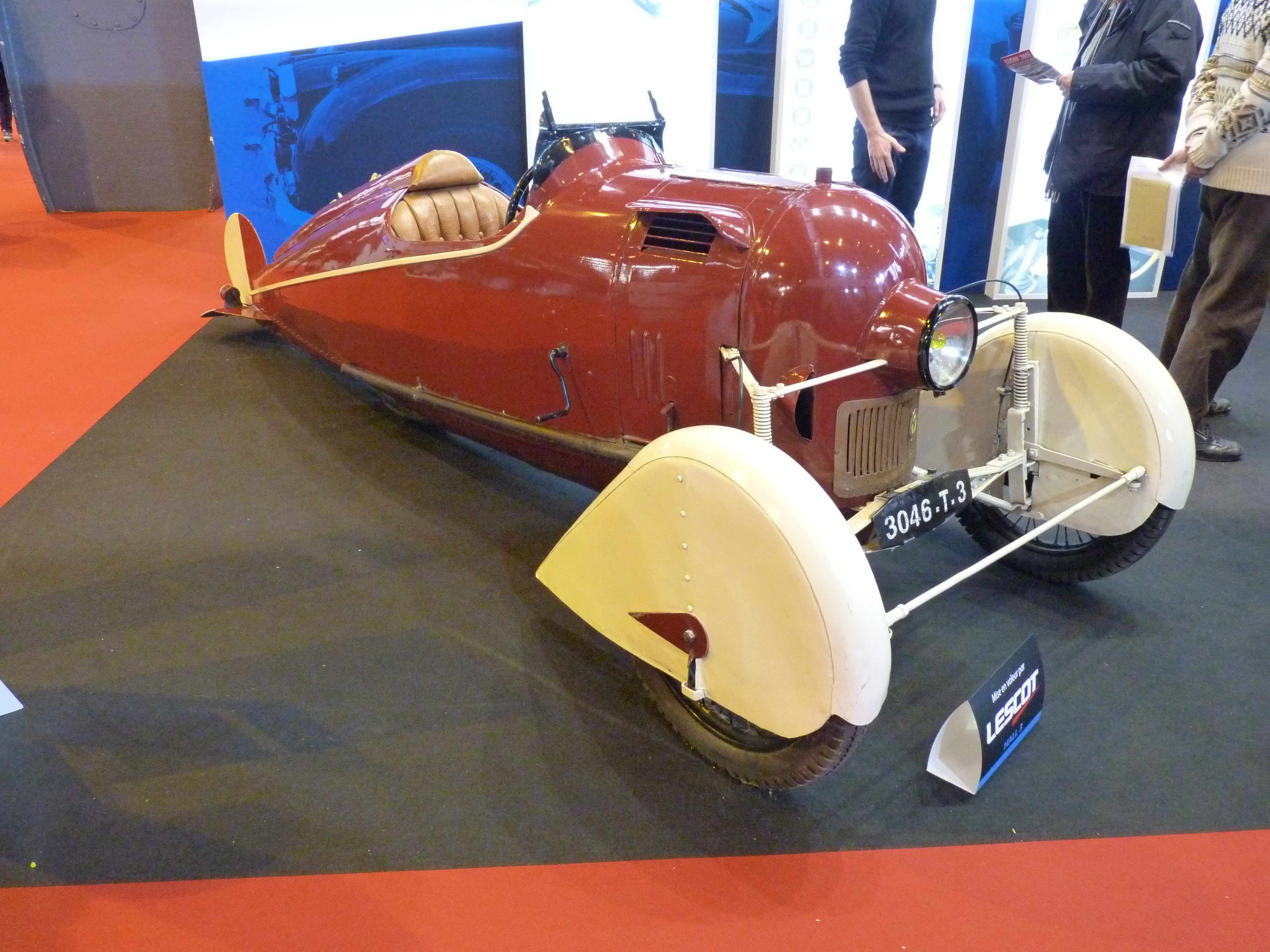

### Richard Mille et McLaren

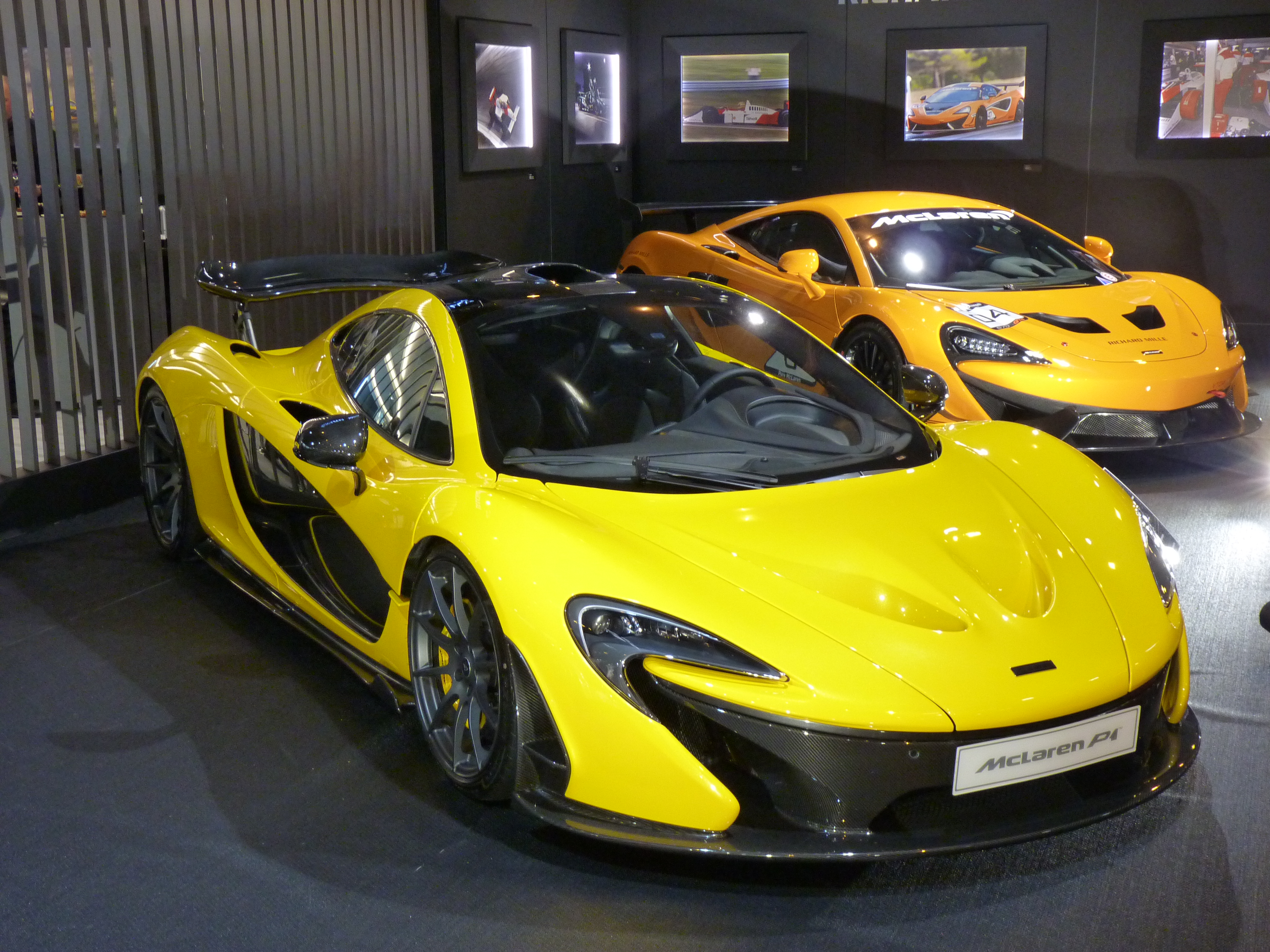
McLaren P1 et 570S GT4

Le stand Richard Mille propose une exposition retraçant 55 ans d'histoire des McLaren de compétition, accompagnée d'une F1 GT01R de 1995, d'une P1 et d'une 570S GT4.
On retrouve sur le stand, les McLaren :
- M2B de 1966 qui est la première McLaren de Formule 1, motorisée par un V8 Ford 4.0 litres de 321 ch[14];
- M7A de 1968 qui a gagné 3 courses avec son V8 Ford Cosworth DFV 3.0 de 410 ch;
- M8D de 1970 avec un V8 Chevrolet 7.6 litres de 670 ch, avec laquelle Bruce McLaren s'est tué au volant en 1970;
- M23 de 1974 propulsée par un moteur V8 Ford Cosworth DFV 3.0 développant 470 ch.
- MP4/4 de 1988 d'Alain Prost et Ayrton Senna équipée d'un V6 turbo Honda de 650 ch;

Exposition de McLaren historiques
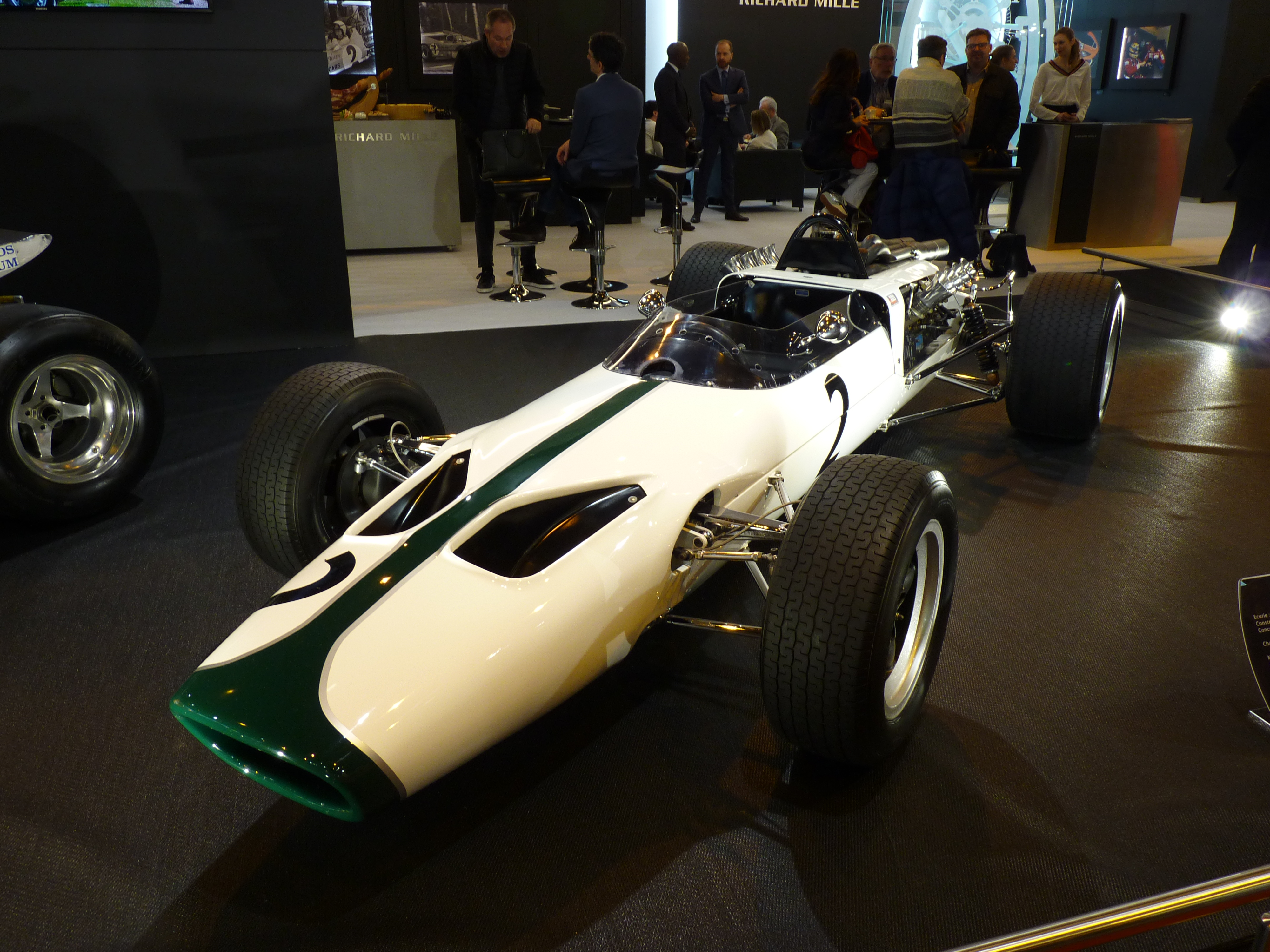
McLaren M2B (1966)
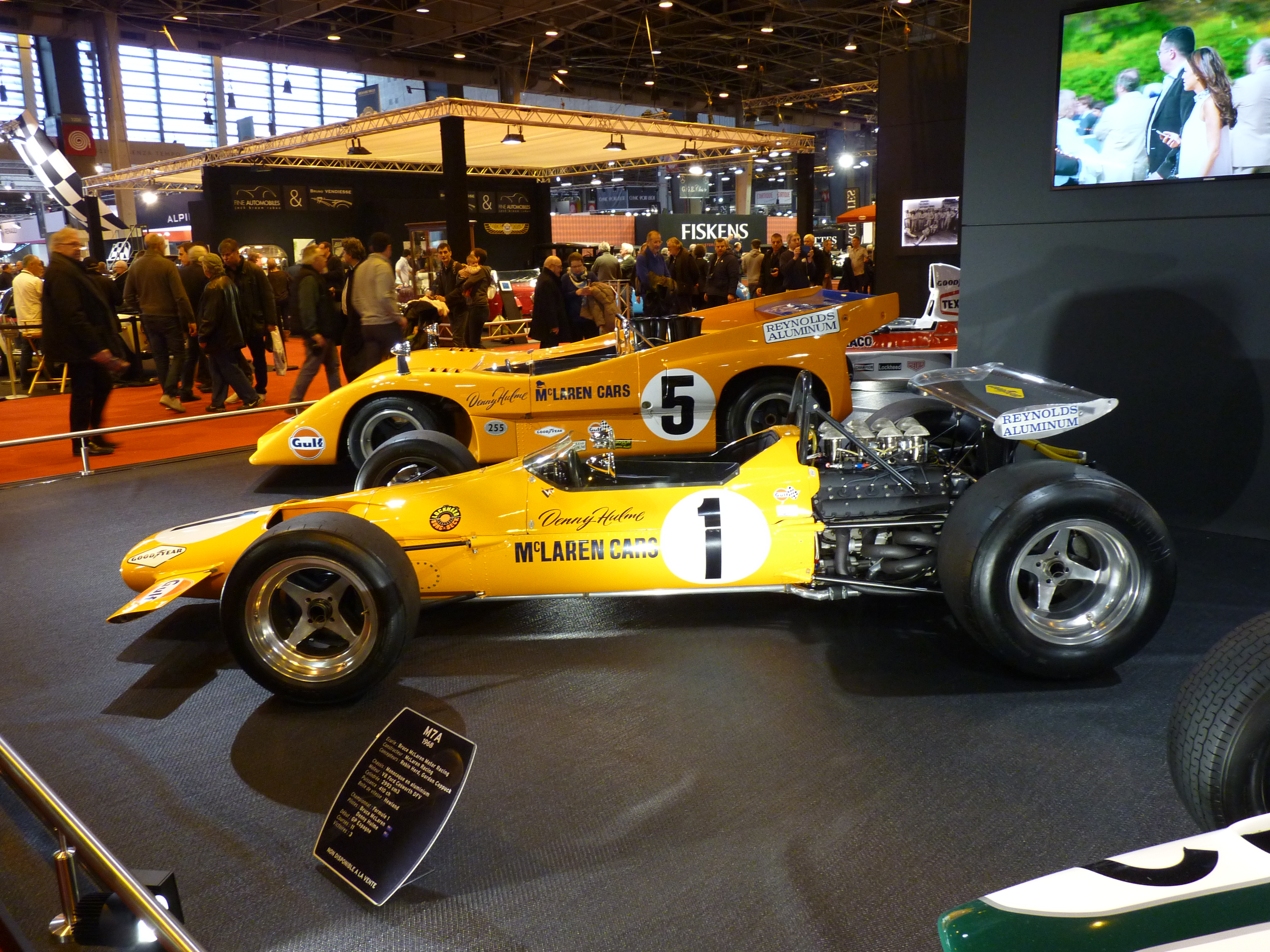
McLaren M7A (1968)
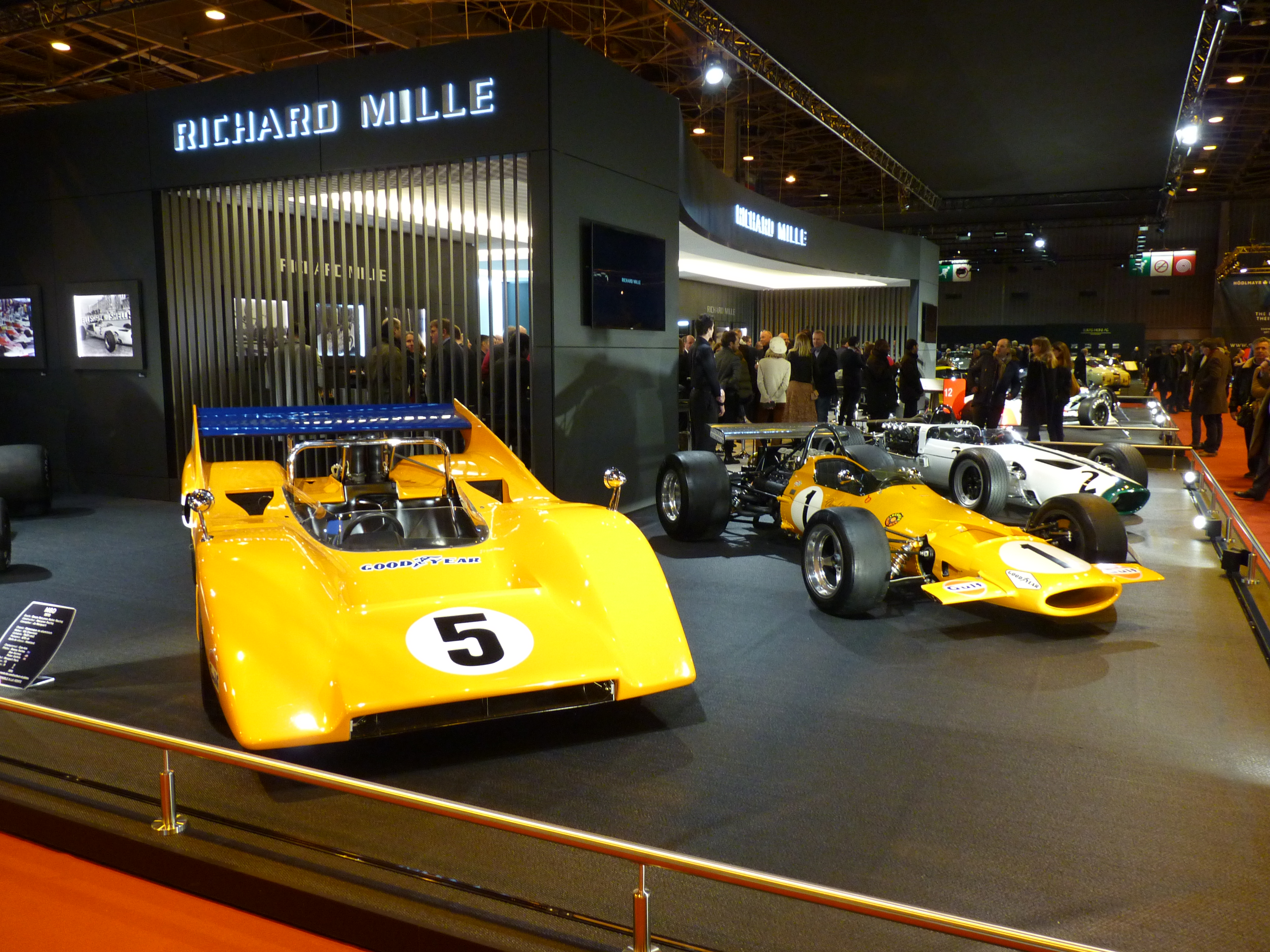
McLaren M8D (1970)
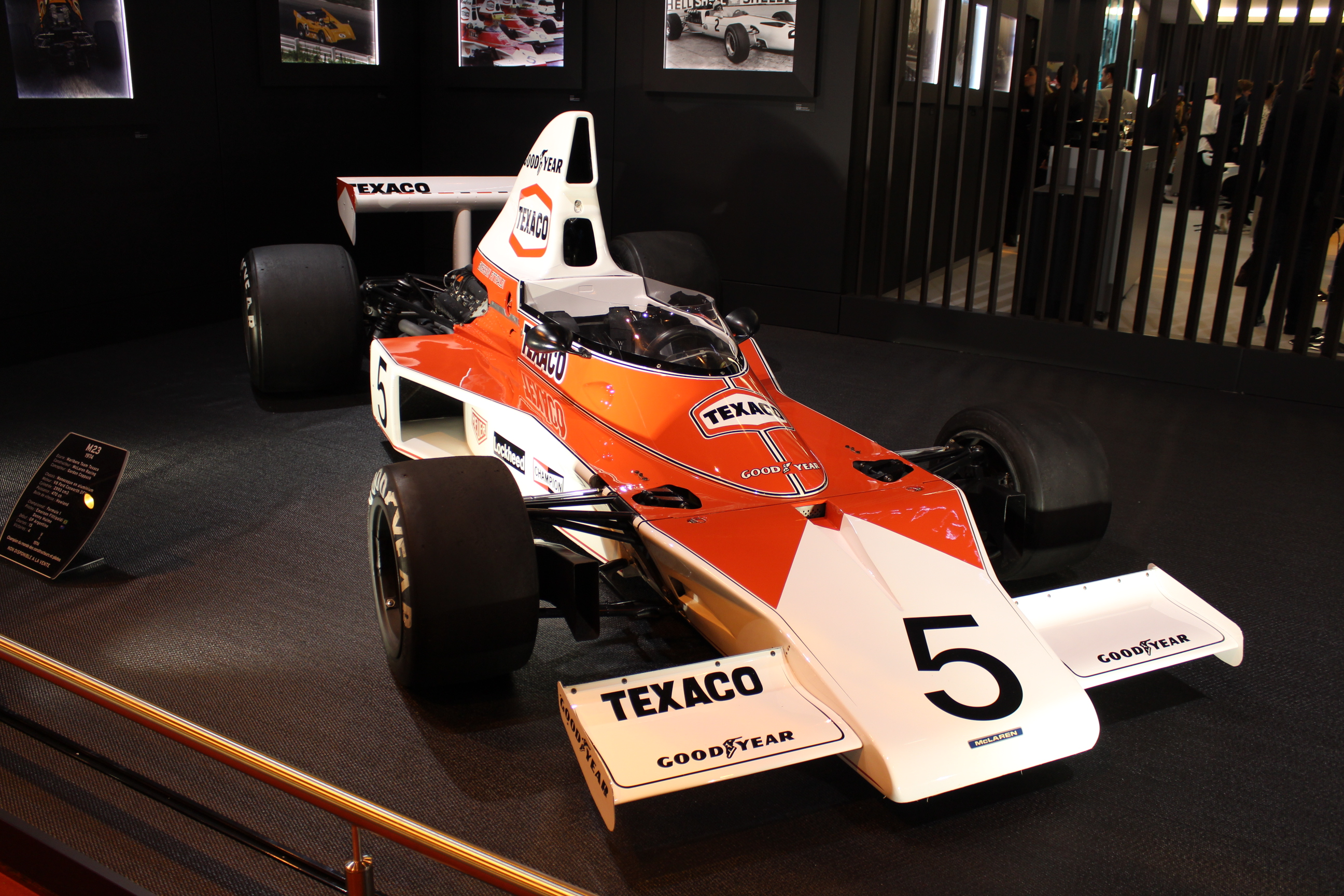
McLaren M23 (1974)
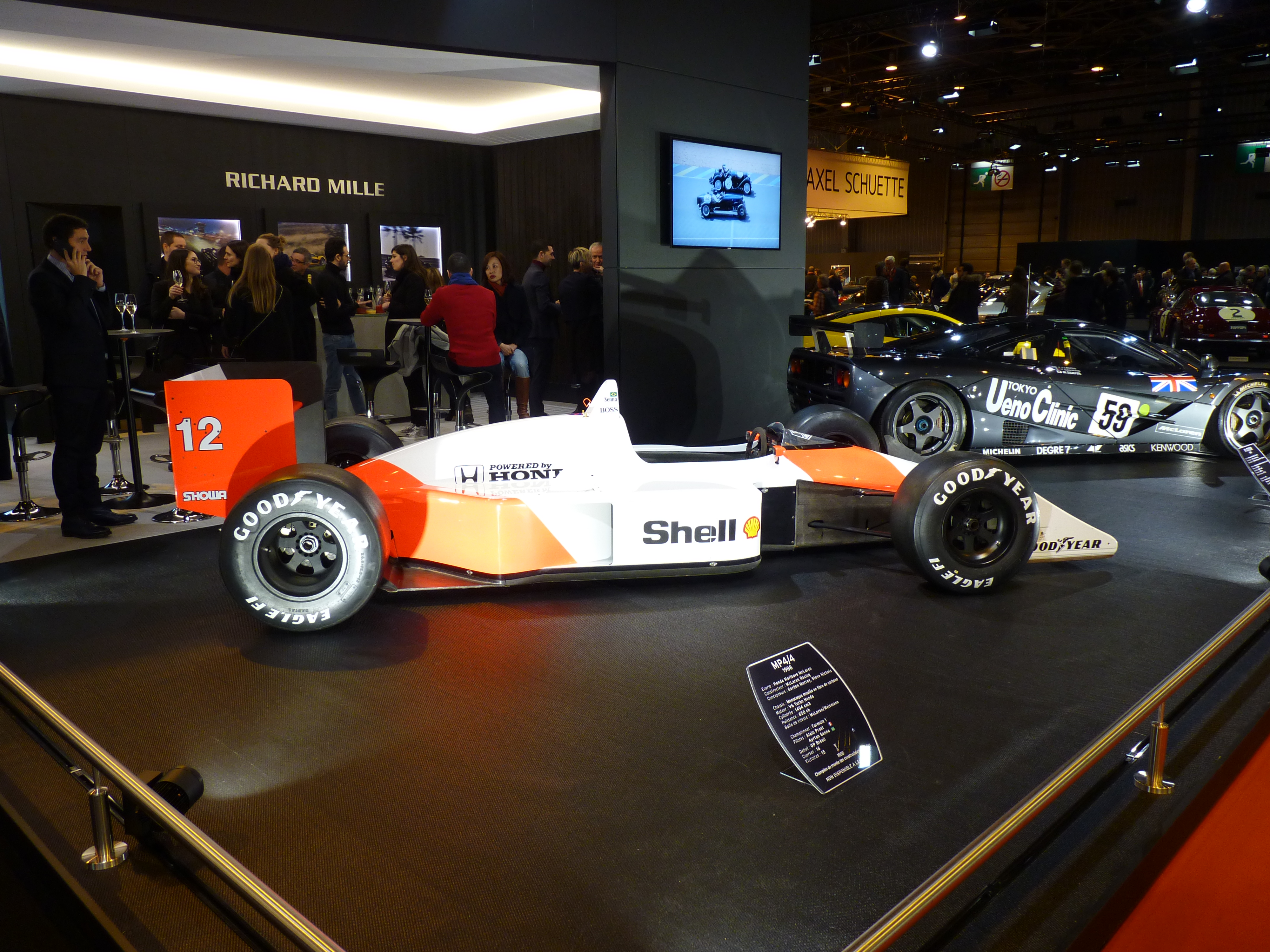
McLaren MP4/4 (1988)

## Ventes aux enchères

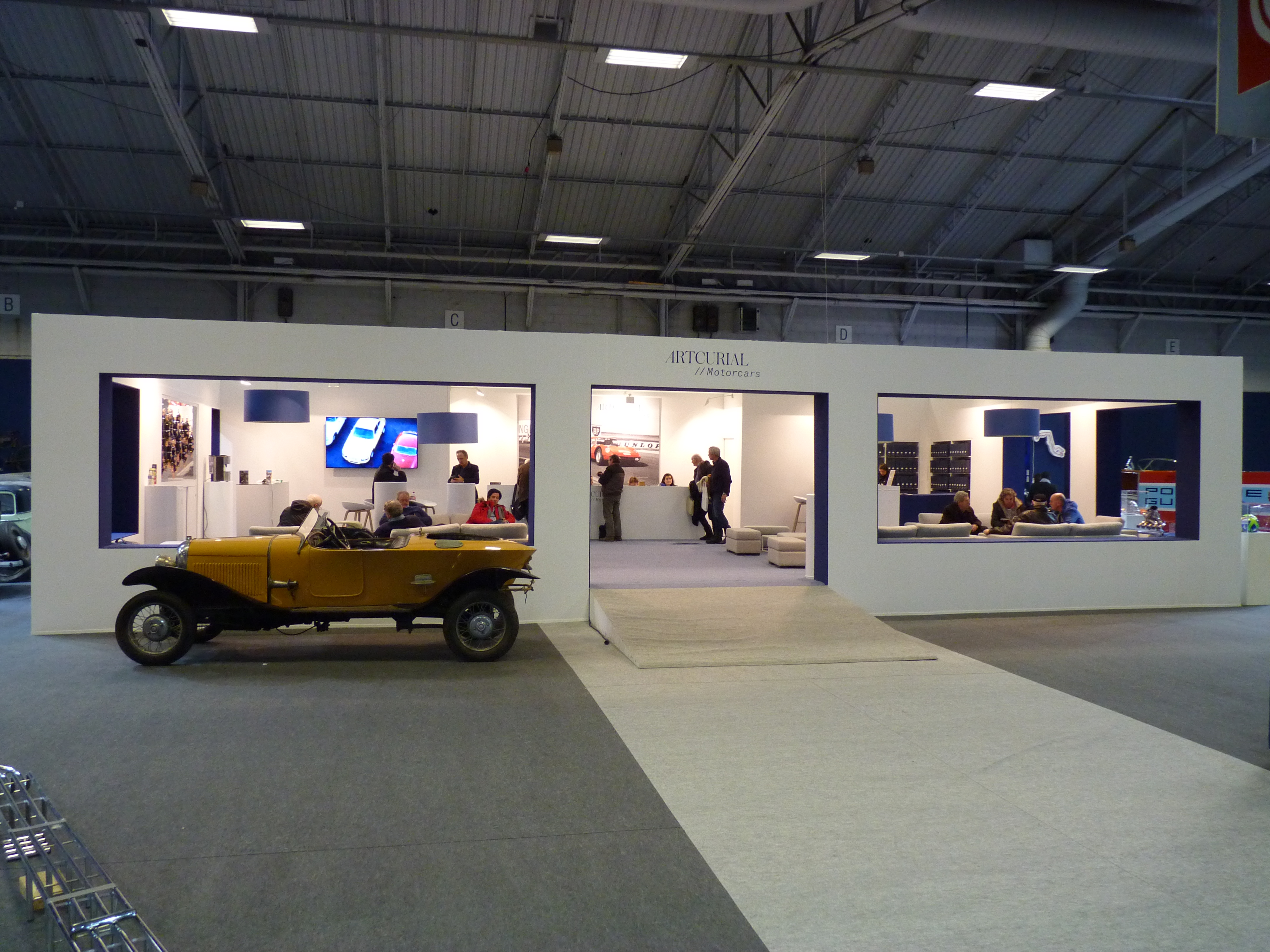
Vente aux enchères Artcurial

La maison de vente Artcurial devait proposer à la vente, parmi 200 véhicules venant de grandes collections privées, une Ferrari 275P (châssis no 0816), qui est la dernière Ferrari d'usine de l'histoire à avoir remporté les 24 Heures du Mans en 1964, provenant de la collection de l'industriel Pierre Bardinon, fondateur de la Maison Chapal, et l'un des plus grands collectionneurs de Ferrari au monde. Mais au dernier moment celle-ci a dû être retirée à la suite d'un différend sur une succession. Tandis que la maison de ventes aux enchères Osenat expose une Ferrari 512 TR ayant appartenu à Johnny Hallyday, décédé 2 mois plus tôt, qu'il avait revendue en 1997. On retrouve de plus une Delahaye 135 Coupe des Alpes Cabriolet Mylord carrossé par Chapron de 1936, restaurée par la Carrosserie Lecoq, estimée à 250 000 €.
La vente aux enchères de l'édition 2018 totalise 31 815 566 € cumulés, dont une Bugatti Type 57 C Atalante de 1938 qui s'est vendue 2 903 200 € et une Ferrari FXX de 2005  à 2 674 400 €.
| Modèle                                          | Année | Adjudication (frais inclus) |
| ----------------------------------------------- | ----- | --------------------------- |
| Bugatti Type 57C coupé Atalante                 | 1938  | 2 903 200 €                 |
| Ferrari FXX                                     | 2005  | 2 674 400 €                 |
| Maserati A6 GCS/53 Spyder by Fiandri & Malagoli | 1954  | 2 445 600 €                 |
| Porsche 904 GTS                                 | 1964  | 1 873 600 €                 |
| Mercedes-Benz 300 SL "Papillon"                 | 1955  | 1 158 270 €                 |
| Ferrari F40                                     | 1990  | 953 600 €                   |
| Porsche 356 Pre-A 1300                          | 1951  | 894 000 €                   |
| Hispano-Suiza J12 Gurney Nutting                | 1937  | 1 158 270 €                 |
| Horch 853 Sport Cabriolet                       | 1937  | 631 760 €                   |
| RUF CTR-2                                       | 1997  | 572 160 €                   |